# Leganés
Leganés es un municipio y una ciudad española que forma parte de la Comunidad de Madrid. Se encuentra dentro del área metropolitana de Madrid y está situada a once kilómetros al sudoeste de la capital. Su población es de 194 084 habitantes (INE 2024), lo que la convierte en la cuarta localidad madrileña más poblada y en la trigésimo segunda más grande del país.
Está ubicada en una llanura de la Meseta Central de la península ibérica, atravesada por el cauce del arroyo Butarque, afluente del río Manzanares. Limita al norte con los distritos madrileños de Carabanchel y La Latina, al oeste con Alcorcón, al este con Getafe y el distrito de Villaverde, y al sur con Fuenlabrada.
Fundada en 1280 como «Legamar» durante el reinado de Alfonso X el Sabio, años después adoptó el topónimo actual, y en 1345 se incorporó como aldea al alfoz de Madrid. En 1627 se convirtió en una villa de señorío cuando el rey Felipe IV creó el marquesado de Leganés, y se mantuvo como tal hasta que en 1820 fueron abolidos los privilegios feudales.
A mediados del siglo XX, y al igual que otras localidades cercanas a Madrid, Leganés experimentó un gran crecimiento demográfico por la inmigración de otras regiones españolas, convirtiéndose en ciudad dormitorio donde la mayoría de los residentes trabajaban en la capital. Con el paso del tiempo, Leganés ha desarrollado una oferta propia de servicios públicos, industrias y comercios de gran importancia para la Comunidad de Madrid.
La ciudad cuenta con edificios históricos como el antiguo Hospital Psiquiátrico de Santa Isabel, abierto en 1851 como uno de los primeros manicomios del país; el Cuartel de las Reales Guardias Valonas, diseñado por Francisco Sabatini en el siglo XVIII y que hoy es utilizado por la Universidad Carlos III de Madrid; y un patrimonio eclesial en el que se incluyen la ermita de Polvoranca y un retablo barroco de José de Churriguera. En el municipio se encuentra el parque de Polvoranca, uno de los parques semiurbanos más grandes de la Comunidad de Madrid.

## Toponimia
Las Relaciones o Descripciones de Francisco Antonio de Lorenzana (1784) recogen una información sobre el nombre del pueblo, que ha sido asumida por el Ayuntamiento de Leganés como oficial. El siguiente texto se ha extraído de la edición actualizada de las Relaciones topográficas de Felipe II, coordinada por Alfredo Alvar Ezquerra:

«Al capítulo primero responden y declaran que este pueblo tiene por nombre «Leganés», el cual nombre dijeron proceder, según noticias por los antiguos de él, por razón de que en el sitio de él, al tiempo que se fundó, había una laguna, do se hacía mucho légamo, y entonces cuando se fundó le llamaban «Legamar», y después de este vocablo Legamar se tomó nombre Leganés por corrupción del dicho vocablo.»

Por otra parte, el historiador Ángel Fernández de los Ríos estableció que los nombres de «Leganés» y «Leganitos» proceden de las palabras árabes algannet ('huertas') y alganit ('de las huertas'), respectivamente.
El gentilicio oficial de Leganés es «leganense». Sin embargo, el término coloquial «pepinero» también es muy utilizado entre la población. Su origen se remonta a la época en la que era una villa agrícola que abastecía de hortalizas a la capital. La más afamada era el pepino, origen del apodo de sus habitantes. Esto se ha mantenido a pesar de que ya casi no quedan huertas en la ciudad.

## Símbolos

### Escudo
El escudo de armas oficial de Leganés fue aprobado inicialmente el 15 de marzo de 1962, aunque sus orígenes se remontan hasta 1895. A lo largo del tiempo ha sufrido ligeras modificaciones, como por ejemplo la forma de la corona. En la actualidad, consta de una corona real de España y dos cuarteles. El primer cuartel muestra las armas propias del primer marqués de Leganés, Don Diego Mexía Felípez de Guzmán: dos calderas escacadas, armiños de sable, y bordadura componada de Castilla y León. El segundo cuartel representa la laguna sobre cuyo fértil suelo se asentó la villa.
La versión original de 1962, aprobada en Consejo de Ministros, contaba con una corona marquesal y seguía el siguiente blasón:

«Escudo cortado: primero, cuartelado en sotuer; primero y cuarto, de azur, caldera jaquelada de gules y oro, gringolada de siete cabezas de sierpe de sinople, en cada asa; segundo y tercero, de plata, con cinco armiños de sable; bordura componada de "Castilla" y León (Guzmán). Segundo de azur, la laguna de plata. Al timbre, Corona Marquesal.»
Boletín Oficial del Estado nº 77 de 30 de marzo de 1962

La aprobación de la versión modificada del escudo, en la que se cambia la corona marquesal por una real, data del 8 de mayo de 1985. El blasonamiento es el siguiente:

«Escudo cortado: 1º cuartelado en sotuer; primero y cuarto, de azur, con caldera jaquelada en gules y oro, gríngolada de siete cabezas de sierpe de sinople en cada asa; segundo y tercero de plata, cinco armiños de sable; bordura componada de castíllos y leones; segundo de azur con laguna de plata. Al timbre, corona real, cerrada, que es un círculo de oro engastado de piedras preciosas, compuesto de ocho florones de hojas de acanto, visibles cinco, interpoladas de perlas, que convergen en un mundo de azur, con el semimeridiano y el ecuador de oro, sumado de cruz de oro. La corona forrada de gules.»
Boletín Oficial de la Comunidad de Madrid nº 129 de 1 de junio de 1985

### Bandera
La bandera de Leganés fue creada por el cronista oficial de la villa, Juan Antonio Alonso Resalt, a petición del alcalde Fernando Abad Bécquer. La Real Academia de la Historia aprobó su trabajo el 15 de marzo de 1985, fecha desde la que es utilizada. Consiste en el escudo de la localidad, ubicado en el centro, sobre un fondo azul celeste. Para su creación, se tomó como modelo el heraldo que aparece en el cuadro Socorro de la plaza de Lérida en 1646 de Pieter Snayers, disponible en el Museo del Prado. Dicho heraldo acompañaba al marqués de Leganés, de ahí que se tomara como referencia. La descripción heráldica es la siguiente:

«La bandera de Leganés ostenta, en toda la superficie, un paño de color azul turquesa, con unas proporciones de tres al vuelo (largo) por dos al batiente (ancho), y en su centro se sitúa el escudo de armas de la villa.»

### Himno
El tercer símbolo de la ciudad es un himno propio, compuesto en 1980 con partitura de Manuel Rodríguez Sales (fundador y exdirector de la Escuela de Música) y letra de Pedro Cordero Alvarado.

## Historia

### Fundación
Aunque la fundación de Leganés se remonta al siglo XIII, se cree que los anteriores asentamientos han sido habitados por todas las civilizaciones que han pasado por la península ibérica, dada la abundancia de agua. En las inmediaciones de Polvoranca se han encontrado vestigios del Paleolítico superior, mientras que en el arroyo de Butarque se han hallado también restos de las épocas prerromanas y visigodas.
La villa fue fundada en 1280 durante el reinado de Alfonso X el Sabio cuando vecinos de los poblados de Butarque y Overa se marcharon a otra zona para vivir, huyendo de los malos olores y epidemias provocadas por las lagunas cercanas. Entonces estaba integrada en el sexmo de Aravaca. Estas personas se asentaron cerca de un légamo y la nueva zona pasó a llamarse «Legamar» o «Leganar». Con el paso del tiempo la denominación oficial pasó a ser la actual «Leganés».
Leganés se incorporó en 1345 como aldea al alfoz de Madrid, de la cual dependió en lo administrativo durante casi tres siglos. Al estar dentro de las cinco leguas de la villa de Madrid estaba considerada una aldea de realengo. Durante ese periodo Leganés vivió, al igual que otros lugares, bajo una economía feudalista con explotación agraria de subsistencia.
En 1368 un vecino leganense, Domingo Muñoz, junto con dos parientes que estaban de guardia en las dos torres de la Puerta de los Moros, ayudaron a la victoria de Enrique II de Castilla en su enfrentamiento por la conquista de Madrid, al abrir las puertas de la muralla y permitir así la entrada de los Trastámara en la ciudad.

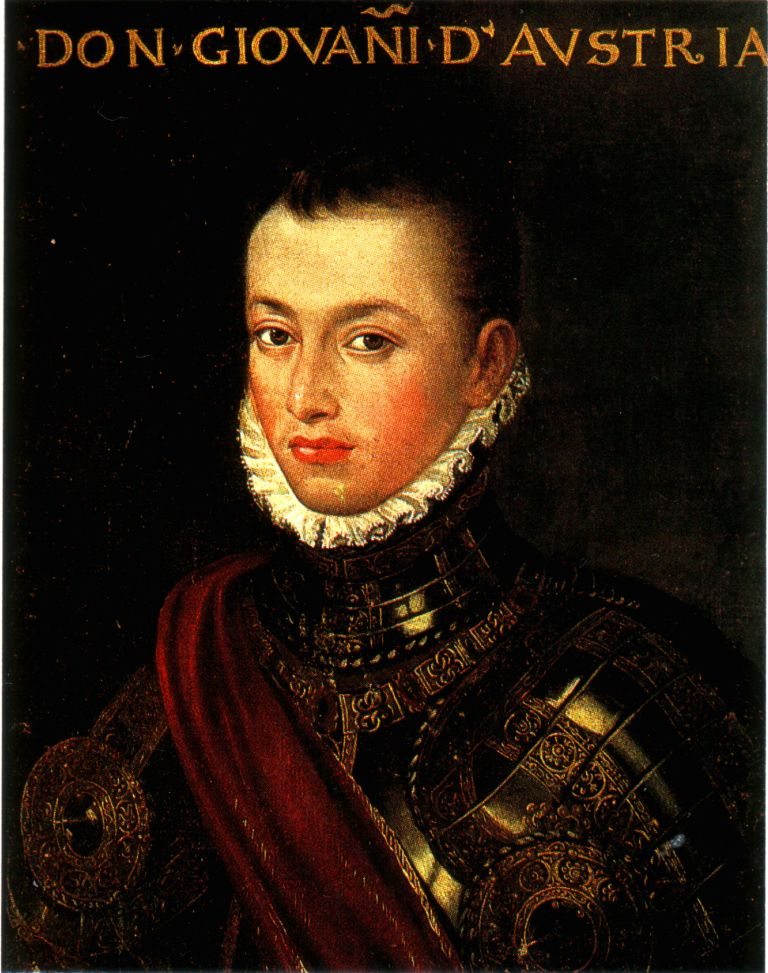
El infante Juan de Austria vivió en Leganés entre 1551 y 1554

Durante el siglo XVI se produjo la construcción de las ermitas de finca de La Mora (1528), Nuestra Señora de Butarque (1536) y San Cristóbal (1579). El hecho más reseñable de esa época fue la llegada en 1551 de Juan de Austria, hijo del rey Carlos I de España, cuando tenía tres años. Su padre quería que se criara en España bajo los cuidados de Francisco Massy, músico de la corte, y su esposa Ana de Medina, quien poseía tierras en la villa. Al llegar allí se le toma por el hijo bastardo de Massy y los lugareños le apodan «Jeromín». No obstante, en el verano de 1554 fue trasladado a Villagarcía de Campos (Valladolid) para que Magdalena de Ulloa, esposa del mayordomo don Luis de Quijada, se encargase de su educación.

### De aldea a mayorazgo
En 1626 Leganés pasó de aldea de realengo a mayorazgo, cuando fue vendida por la Corona a Diego Mexía Felípez de Guzmán, vizconde de Butarque. El 15 de marzo de 1627, el rey Felipe IV firmó un Real Decreto por el que se produjo la independencia de Madrid para convertirse en una «villa de señorío», con la creación del marquesado de Leganés. Diego Mexía se convirtió así en marqués y vizconde de Butarque.
La villa de Leganés pasó a contar con ayuntamiento y regidores propios. Como dueño y señor de esas tierras, el marqués era el único con potestad para nombrar alcaldes, impartir justicia, fijar impuestos y designar la administración municipal. Durante más de dos siglos sus descendientes mantuvieron el control, hasta que en 1820 les fueron abolidos los privilegios feudales. Algunas familias nombres, como los Medinaceli y los Tamames, fijaron su lugar residencial allí, en muchos casos con viviendas para el verano.
Cabe destacar la presencia de Juan Muñoz, hidalgo de una influyente familia de la comarca y noble local. Cuando falleció en 1623, dejó en su testamento que parte de su fortuna se destinase a la creación de un hospital para pobres de Leganés y Villaverde. En la actualidad, la calle principal del casco antiguo y un centro social llevan su nombre.
En el siglo XVIII se produjo la inauguración de importantes atractivos del patrimonio local. En 1700 tuvo lugar la apertura de la iglesia de San Salvador, la más importante de la ciudad, cuya construcción se inició treinta años antes. Su retablo mayor de estilo barroco es obra del artista José de Churriguera y quedó terminado en 1720, mientras que el órgano parroquial fue diseñado por José de Verdalonga. En 1775, el rey Carlos III encargó al arquitecto Francisco Sabatini la construcción del Cuartel de las Reales Guardias Valonas, inaugurado en 1783. En la actualidad, dicho cuartel ha sido remodelado y forma parte de las instalaciones de la Universidad Carlos III de Madrid.
Leganés no fue ajena a la Guerra de la Independencia Española. Entre 1808 y 1812, el Cuartel de la Guardia Valona estuvo ocupado por las tropas napoleónicas. En el patio de armas fueron fusilados los hermanos Leandro y Julián Rejón, dos agricultores a los que se acusó de participar en el levantamiento del dos de mayo.

### Modernización

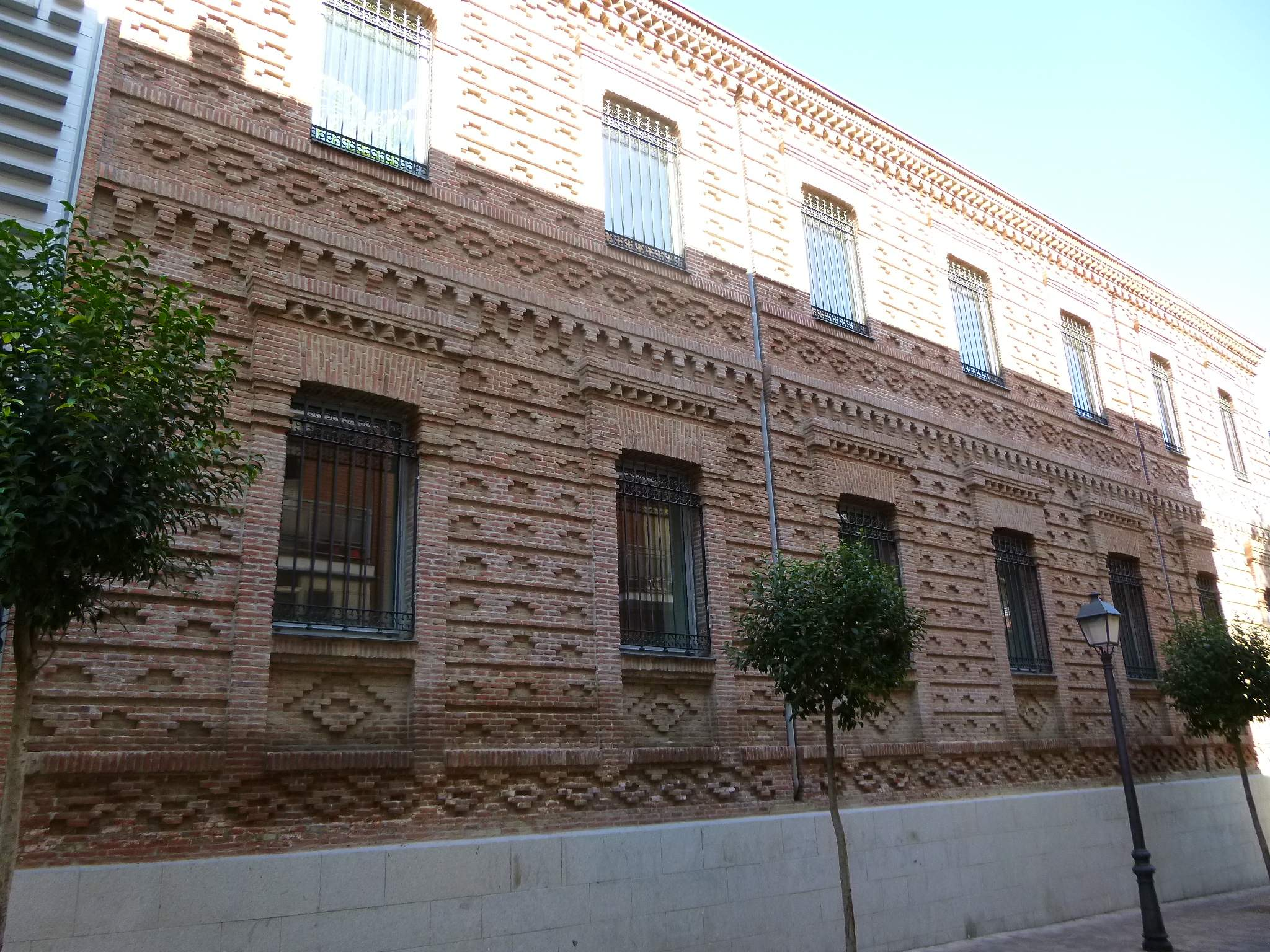
El Hospital Psiquiátrico de Santa Isabel, abierto en 1851, impulsó el desarrollo de la villa

La retirada de los privilegios feudales en 1820 a los marqueses de Leganés supuso la desamortización de la villa y de las aguas del arroyo de Butarque. Las medidas conllevaron una necesaria modernización y un crecimiento demográfico al absorber toda la población de Polvoranca, villa que terminaría desapareciendo en la década de 1840 porque las condiciones de vida eran peores. Sobre sus terrenos se encuentra parte del actual parque Polvoranca.
El mayor elemento dinamizador fue la inauguración del Hospital Psiquiátrico de Santa Isabel el 28 de diciembre de 1851, de estilo neomudéjar, sobre la antigua casa solariega de los Tamames. Dicho centro está considerado el primer manicomio existente en España. El 24 de abril de 1852 se acogieron a los primeros 44 pacientes, bajo la dirección del neurólogo Luis Simarro. Gracias a la existencia de esta institución, se impulsan servicios básicos como el adoquinamiento de las calles, la canalización de las aguas negras y el alumbrado eléctrico.
Leganés fue también el sitio donde se produjo el último enfrentamiento legal a pistola en España: el duelo de Carabanchel. En un paraje cercano a la Dehesa de los Carabancheles (actual La Fortuna), el 12 de marzo de 1870 se enfrentaron el duque de Montpensier, Antonio de Orleans, y su primo Enrique de Borbón. Sobrevivió el primero.
A finales del siglo XIX se constató la mejoría de las redes de transporte. Leganés ya contaba desde 1833 con una línea regular de ómnibus que les unía a la capital en un trayecto de hora y media. La estación de ferrocarril fue abierta el 20 de junio de 1876 para servir de apeadero en la línea Madrid-Cáceres-Portugal, inaugurada cuatro años después. También en 1876 empezó a funcionar la línea de tranvía Madrid-Leganés, que tres años se convirtió en la primera de la capital con tracción de vapor. En 1879 se inició la instalación de agua corriente, que procedía de la Fuente de la Canaleja (Alcorcón), la misma en la que nace el Arroyo Butarque. 
La economía de Leganés ha estado basada en la agricultura hasta mediados del siglo XX, especializándose en la producción de hortalizas (en especial pepinos) y aguardiente. La proclamación de la Segunda República española en 1931 conllevó el auge del movimiento obrero y el ascenso al poder del alcalde Pedro González «Perucho», uno de los más importantes del municipio: bajo su mandato se impulsó la enseñanza pública, la construcción de la primera sede consistorial y la dotación de servicios básicos a toda la población. Cuando se produjo el estallido de la guerra civil española, Leganés se mantuvo fiel al gobierno republicano durante unos meses. Al final fue tomada el 4 de noviembre de 1936 por tropas del bando franquista, al mando del general Fernando Barrón. El doctor Aurelio Mendiguchía Carriche, director del sanatorio psiquiátrico, fue nombrado primer alcalde provisional.

### Transformación en ciudad

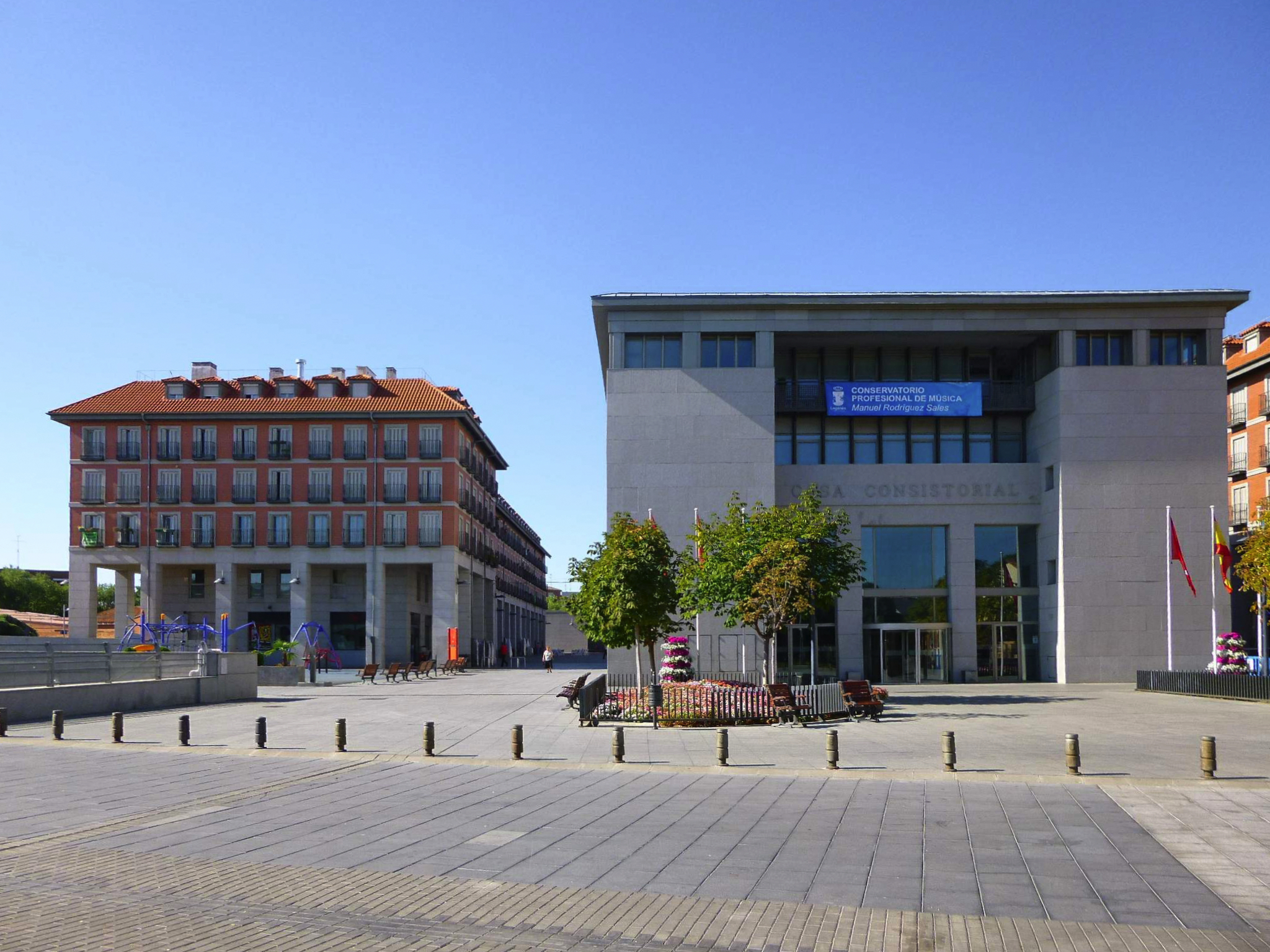
Casa consistorial y entrada a la plaza Mayor, inauguradas en 2007

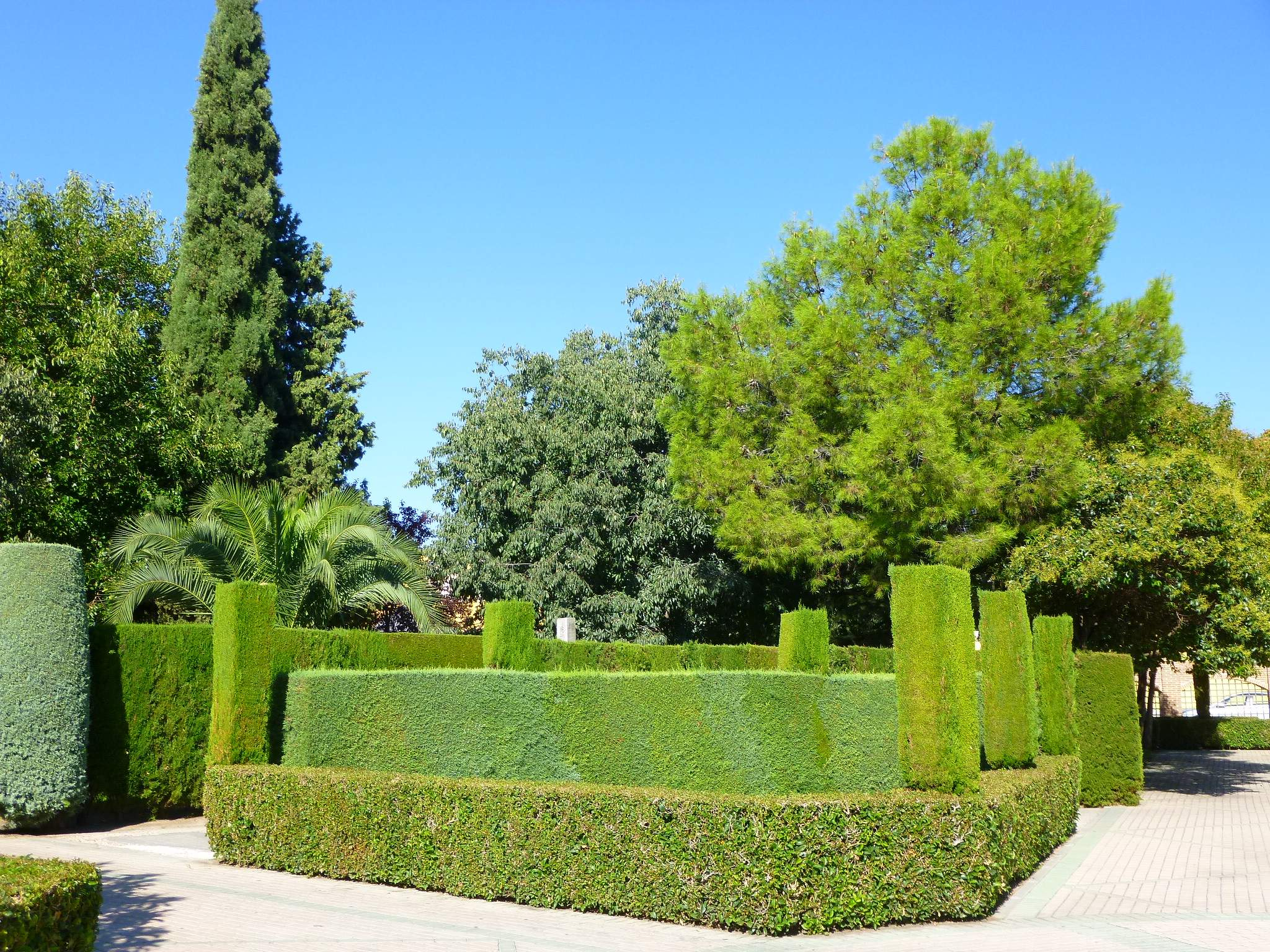
Parque Central

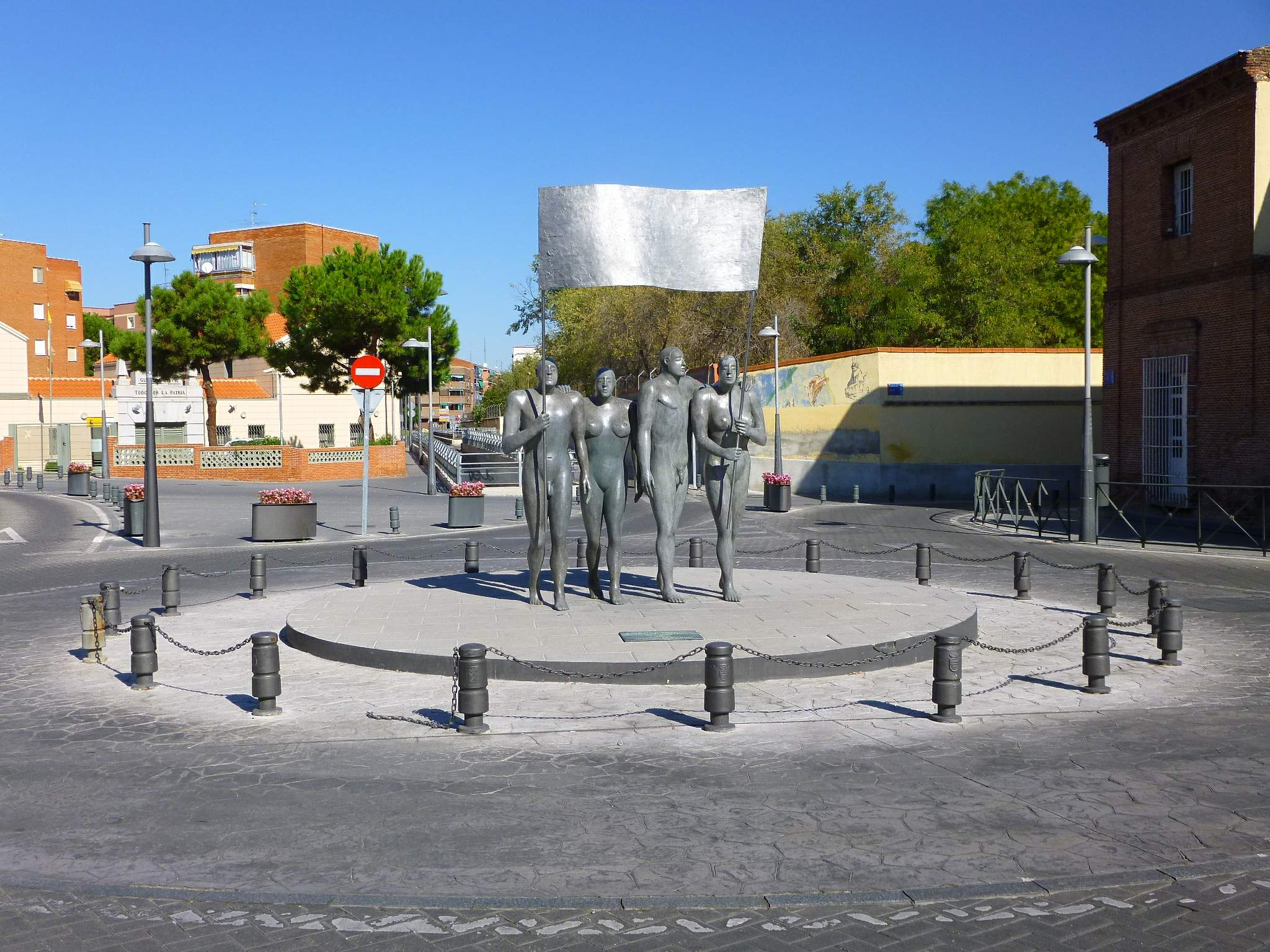
Monumento al Movimiento Ciudadano (Esperanza D'Ors, 2006)

A comienzos de la década de 1950 se produjo la transformación de Leganés en una ciudad residencial, con la construcción de las primeras industrias y bloques de vivienda. El plan de ordenación del área metropolitana, aprobado en 1963, inició la tendencia a desviar la concentración poblacional urbana de Madrid hacia otros municipios metropolitanos. Gracias a la inmigración interior, muchos españoles que viajaban a Madrid para trabajar se instalaron en las localidades de la periferia, donde los pisos eran más baratos. En su mayoría, estos nuevos habitantes procedían de Extremadura, Castilla y Andalucía. El primer barrio destinado a los trabajadores fue San Nicasio. Desde ese momento pasó a estar concebida como una ciudad satélite de la capital, con competencias en residencia e industria.
El crecimiento urbano de la localidad no fue suficientemente ordenado, pues a mediados de los años 1960 surgieron asentamientos espontáneos en zonas alejadas del centro como La Fortuna, Vereda de los Estudiantes y Los Frailes. El primer plan urbanístico fue aprobado en 1966 con la creación de los núcleos residenciales de Zarzaquemada (1968) y El Carrascal (1974), que se convirtieron en los más habitados. Buena parte del suelo agrario fue recalificado y la mayoría de esas viviendas se caracterizan por ser bloques de pisos elevados.
Con la llegada de la democracia, los nuevos regidores asumieron la mejora de servicios públicos (en especial educación y sanidad) y equipamientos para evitar la dependencia de la capital. El Plan General de Ordenación Urbana de 1985 planteó la estructuración del tráfico, la consecución de terrenos para espacios libres, la creación de nuevos polígonos industriales, nuevos barrios (Quinto Centenario y Valdepelayos), el crecimiento basado en núcleos unifamiliares y la recuperación de zonas degradadas. Una de las primeras medidas fue la construcción del parque de Polvoranca sobre terrenos de cultivo. En 1987 abrió sus puertas el Hospital Severo Ochoa y se transfirió el Cuartel de Saboya a la Universidad Carlos III de Madrid, que instaló allí su Escuela Politécnica. Y en noviembre de 1989 se inauguró el centro comercial Parquesur, una de las superficies comerciales más grandes de la Comunidad de Madrid.

### Situación actual
Leganés continuó expandiéndose en la década de 1990 con una mayor ordenación urbanística. Si bien fue superada en población por Móstoles y Fuenlabrada, su crecimiento demográfico se mantuvo. En esa época se construyeron barrios nuevos como Leganés Norte y Arroyo Culebro. En 1997 se inauguró la plaza de toros con techo retráctil La Cubierta y en 1998, el Estadio Municipal de Butarque. Por otra parte, Metro de Madrid incluyó al municipio en la nueva línea 12 con seis estaciones que empezaron a funcionar en 2003. La regulación del uso de los espacios llevó a la peatonalización completa del centro de la ciudad.
El 3 de abril de 2004 se produjo un atentado en Leganés Norte, relacionado con los sucesos del 11 de marzo de 2004. La policía localizó atrincherados a siete integrantes de una célula terrorista yihadista en un piso de la calle Carmen Martín Gaite. Ante su posible detención por parte del Grupo Especial de Operaciones, quienes habían desalojado la zona horas antes, los sospechosos se inmolaron haciendo estallar una carga de explosivos. Además de los terroristas, falleció el subinspector Francisco Javier Torronteras y otros cuatro agentes resultaron heridos de gravedad. Los daños en las viviendas obligaron a la evacuación de numerosos vecinos y a la reconstrucción de los pisos tras su demolición. En los días siguientes, miles de leganenses se manifestaron contra el terrorismo y se erigió un monumento de recuerdo a las víctimas, en frente de la estación de Zarzaquemada.
En 2009 quedó abierto el polígono industrial Leganés Tecnológico. En la actualidad, la ciudad ha superado los 180 000 habitantes con la construcción de tres nuevos barrios: Poza del Agua, Solagua y Puerta de Fuenlabrada.

## Geografía
Leganés se encuentra a solo siete kilómetros del centro geográfico de la península ibérica, en el norte de la submeseta sur (Meseta Central) y a 665 metros sobre el nivel del mar.
Los primeros habitantes se asentaron sobre terrenos de tipo cuaternario aluvial, con dos importantes cuencas: el arroyo Butarque al norte y el arroyo Culebro al sur. De hecho, el municipio debe su nombre a las numerosas lagunas que encontraron. Leganés forma parte del Gran Acuífero de Madrid y existen dentro de sus límites zonas ricas en aguas subterráneas, que han sido empleadas durante siglos para riego de huertas y consumo propio, en parte gracias a su fácil accesibilidad: estaban a 15 metros de profundidad.
En cuanto al relieve, forma parte de la campiña situada entre el curso medio-bajo de los ríos Guadarrama y Manzanares, una zona llana salpicada por suaves lomas y cerros. Este último río es el que recoge las aguas de la zona. La zona más baja, a 600 metros sobre el nivel del mar, se encuentra en el noreste del municipio, donde el arroyo Butarque entra en Villaverde. La más alta es una elevación al oeste del término municipal con Alcorcón que alcanza los 706 metros. La altura media varía según los barrios: el casco viejo se encuentra a 665 metros, La Fortuna a 690 metros y Zarzaquemada a 640 metros.
La superficie total es de 43,1 km si se suman zonas residenciales, parques naturales y núcleos aislados.
Limita al norte con Madrid desde que la capital absorbiera a los actuales distritos de Carabanchel y Villaverde Alto en la década de 1960, y está separada a 11 km al sur de la Puerta del Sol. Al este linda con Getafe, de cuyo centro le separan 4 km. Ambos municipios tienen zonas residenciales e industriales colindantes. Al oeste limita con Alcorcón y al sur con Fuenlabrada, a 6 km de distancia cada una. Su céntrica situación hace que no diste más de 725 km de ninguna capital de provincia de la España peninsular.
| Noroeste: Madrid (Latina y Cuatro Vientos) | Norte: Madrid (Carabanchel) | Nordeste: Madrid (Villaverde)      |
| Oeste: Alcorcón                            |                             | Este: Madrid (Villaverde) y Getafe |
| Suroeste: Parque de Polvoranca             | Sur: Fuenlabrada            | Sureste: Getafe                    |

### Hidrografía

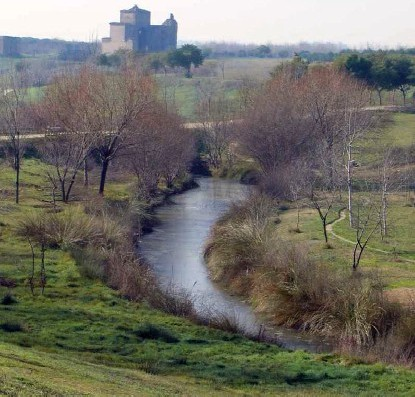
El arroyo Culebro en Leganés

La ciudad forma parte de la cuenca hidrográfica del Tajo. Al norte puede localizarse el arroyo Butarque, el más importante en la historia del municipio. De aproximadamente 20 km de longitud, nace en Boadilla del Monte y desemboca en el río Manzanares, en el parque Lineal del Manzanares (Villaverde). A su paso por Leganés atraviesa el barrio de La Fortuna, el parque público Arroyo Butarque y el polígono industrial Prado Overa. En sus orillas se han encontrado numerosos yacimientos de antiguos habitantes, desde los poblados de cazadores del Paleolítico hasta la Edad Media, cuando las villas que se encontraban junto a la zona (Butarque y Overa) tuvieron que ser abandonadas debido a las malas condiciones sanitarias. El cauce ha marcado el límite territorial respecto a Madrid.
El Barranco de Reajo (Valdegrullas) es un afluente del Butarque que atraviesa el noroeste y llega hasta los barrios de Solagua y Campo de Tiro. Sobre su desembocadura se ha hecho un parque público.
Al sur se encuentra el arroyo Culebro (La Recomba), afluente más importante del río Manzanares en su curso bajo. Es una corriente de 28 km de longitud que nace en el parque de Polvoranca (cerca de la laguna esteparia de Mari Pascuala) y pasa por Fuenlabrada, Getafe y Pinto. Su caudal varía dependiendo de la estación, alcanzando su máximo en primavera y su desaparición total en verano. En algunas zonas del municipio se forman lagunas estacionales.

### Fauna y flora
En las afueras de la ciudad, en las zonas campestres que aún no han sido urbanizadas, se pueden observar diversas especies de herbáceas y arbustos autóctonos, formando pastizales mediterráneos con una gran diversidad de especies como la retama. Destacan el paraje de Prado Grande (junto a la Fortuna y el parque de Las Presillas) donde hay una plantación abandonada de almendros, el alcornocal de Viña Grande, el cerro de Buenavista, el bosque del Sur y el parque de Polvoranca, una zona de estepa cerealista pantanosa recuperada como parque semiurbano. En las orillas del arroyo Culebro y de Butarque se pueden observar restos de vegetación de ribera autóctona como chopos, álamos blancos, sargas blancas, bardagueras, alisos, olmos y fresnos.
Tiempo atrás eran frecuentes las encinas pequeñas (carrascas), aunque han desaparecido por el urbanismo. Su abundancia en algunas zonas originó el topónimo de El Carrascal.
En cuanto a la fauna, el grupo más importante son las aves, pudiendo citarse varias decenas de especies si se tienen en cuenta desde las más frecuentes hasta las que sobrevuelan ocasionalmente el término municipal. En el núcleo urbano son frecuentes el gorrión común, la paloma, el mirlo común y la urraca. En las afueras y parques con más arbolado se pueden observar, aparte de estas, otras como la abubilla, pito real, perdiz roja, numerosas paseriformes como el verdecillo, petirrojo, papamoscas cerrojillo, pinzón común, y un largo etcétera; en el grupo de las rapaces, es fácil observar cernícalo común buscando presas en las zonas cerealistas. En los humedales (Polvoranca y Butarque) se pueden observar especies, tanto residentes (ánade real, focha común o gallineta común) como invernantes (cormorán grande, gaviota reidora o pato cuchara). En cuanto a los mamíferos, aparecen especies como la liebre ibérica, el conejo común o el erizo. Por su parte, los anfibios están representados por el sapo corredor y la rana común, poco exigentes con las condiciones del medio. En la laguna de Mari Pascuala, transformada en un estanque artificial dentro del parque de Polvoranca, abundan las carpas.

### Clima
El clima de Leganés es mediterráneo continentalizado, típico en aquellas zonas de países mediterráneos que están alejadas a gran distancia del mar. Se diferencia del mediterráneo típico en que las temperaturas son más extremas. Los inviernos son fríos, por debajo de los 5 °C entre diciembre y enero, marcados por heladas frecuentes y nevadas muy ocasionales. Los veranos son cálidos y secos, y es normal que se superen los 30 °C en julio y agosto. La oscilación diaria está entre los 10 y los 15 °C.
Las precipitaciones anuales superan los 400 mm, con máximos durante el otoño y la primavera. Esto se debe en gran parte a las tormentas que suelen ocurrir en esa época del año, con gran cantidad de aparato eléctrico y de precipitación (lluvia o granizo). Otros factores condicionantes son las más de 2850 horas anuales de sol, los vientos suaves del suroeste, la riqueza en aguas subterráneas y la escasez de agua superficial. Igual que en otros municipios madrileños, la contaminación atmosférica se ha convertido en un problema que afecta al clima, sobre todo cuando han pasado varios días sin viento ni precipitaciones. El hecho de que la ciudad esté rodeada por autopistas y tenga mucho tráfico son algunas de las causas.
Los principales riesgos naturales de Leganés son la sequía, en función del clima o las reservas de agua, y las olas de frío y calor. Es muy extraño que se registren fenómenos adversos como huracanes, terremotos y tornados.
| Parámetros climáticos promedio de Leganés (1981-2010) | Parámetros climáticos promedio de Leganés (1981-2010) | Parámetros climáticos promedio de Leganés (1981-2010) | Parámetros climáticos promedio de Leganés (1981-2010) | Parámetros climáticos promedio de Leganés (1981-2010) | Parámetros climáticos promedio de Leganés (1981-2010) | Parámetros climáticos promedio de Leganés (1981-2010) | Parámetros climáticos promedio de Leganés (1981-2010) | Parámetros climáticos promedio de Leganés (1981-2010) | Parámetros climáticos promedio de Leganés (1981-2010) | Parámetros climáticos promedio de Leganés (1981-2010) | Parámetros climáticos promedio de Leganés (1981-2010) | Parámetros climáticos promedio de Leganés (1981-2010) | Parámetros climáticos promedio de Leganés (1981-2010) |
| Mes                                                   | Ene.                                                  | Feb.                                                  | Mar.                                                  | Abr.                                                  | May.                                                  | Jun.                                                  | Jul.                                                  | Ago.                                                  | Sep.                                                  | Oct.                                                  | Nov.                                                  | Dic.                                                  | Anual                                                 |
| ----------------------------------------------------- | ----------------------------------------------------- | ----------------------------------------------------- | ----------------------------------------------------- | ----------------------------------------------------- | ----------------------------------------------------- | ----------------------------------------------------- | ----------------------------------------------------- | ----------------------------------------------------- | ----------------------------------------------------- | ----------------------------------------------------- | ----------------------------------------------------- | ----------------------------------------------------- | ----------------------------------------------------- |
| Temp. máx. abs. (°C)                                  | 20.8                                                  | 22.6                                                  | 26.4                                                  | 30.7                                                  | 35.4                                                  | 40.6                                                  | 41.6                                                  | 40.6                                                  | 40.0                                                  | 30.6                                                  | 25.2                                                  | 19.2                                                  | 41.6                                                  |
| Temp. máx. media (°C)                                 | 10.5                                                  | 12.7                                                  | 16.8                                                  | 18.6                                                  | 23.0                                                  | 29.3                                                  | 33.2                                                  | 32.5                                                  | 27.5                                                  | 20.6                                                  | 14.5                                                  | 10.7                                                  | 20.8                                                  |
| Temp. media (°C)                                      | 5.9                                                   | 7.5                                                   | 10.8                                                  | 12.7                                                  | 16.8                                                  | 22.4                                                  | 25.9                                                  | 25.4                                                  | 21.1                                                  | 15.3                                                  | 9.8                                                   | 6.5                                                   | 15.0                                                  |
| Temp. mín. media (°C)                                 | 1.2                                                   | 2.4                                                   | 4.9                                                   | 6.9                                                   | 10.5                                                  | 15.6                                                  | 18.5                                                  | 18.2                                                  | 14.6                                                  | 9.9                                                   | 5.0                                                   | 2.4                                                   | 9.2                                                   |
| Temp. mín. abs. (°C)                                  | -9.0                                                  | -9.2                                                  | -6.2                                                  | -2.6                                                  | -0.2                                                  | 4.2                                                   | 8.2                                                   | 10.0                                                  | 5.0                                                   | -0.2                                                  | -5.0                                                  | -8.6                                                  | -9.2                                                  |
| Precipitación total (mm)                              | 29.5                                                  | 31.6                                                  | 23.6                                                  | 38.3                                                  | 39.3                                                  | 19.3                                                  | 9.4                                                   | 9.4                                                   | 22.1                                                  | 50.1                                                  | 48.0                                                  | 44.8                                                  | 365.4                                                 |
| Días de precipitaciones (≥ 1 mm)                      | 6                                                     | 5                                                     | 4                                                     | 7                                                     | 6                                                     | 3                                                     | 1                                                     | 2                                                     | 3                                                     | 7                                                     | 6                                                     | 7                                                     | 56                                                    |
| Días de nevadas (≥ )                                  | 1                                                     | 1                                                     | 0                                                     | 0                                                     | 0                                                     | 0                                                     | 0                                                     | 0                                                     | 0                                                     | 0                                                     | 0                                                     | 0                                                     | 3                                                     |
| Horas de sol                                          | 150                                                   | 172                                                   | 222                                                   | 237                                                   | 279                                                   | 326                                                   | 368                                                   | 339                                                   | 256                                                   | 202                                                   | 142                                                   | 124                                                   | 2850                                                  |
| Humedad relativa (%)                                  | 76                                                    | 68                                                    | 58                                                    | 56                                                    | 52                                                    | 42                                                    | 35                                                    | 38                                                    | 48                                                    | 64                                                    | 73                                                    | 79                                                    | 57                                                    |
| Fuente: Agencia Estatal de Meteorología               |                                                       |                                                       |                                                       |                                                       |                                                       |                                                       |                                                       |                                                       |                                                       |                                                       |                                                       |                                                       |                                                       |

## Demografía
| Gráfica de evolución demográfica de Leganés entre 1842 y 2021                                                       |
| |
| Población de derecho según los censos de población del INE Población de hecho según los censos de población del INE |

Leganés tiene una población de 194 084 habitantes (INE 2024), lo que la convierte en la cuarta localidad madrileña más poblada y en la trigésimo segunda más grande del país, por delante de San Sebastián. 
La ciudad ha experimentado un gran crecimiento demográfico relacionado con el desarrollo económico de Madrid. Hasta la década de 1950, su población apenas superaba los 5000 habitantes. A partir de ahí, la llegada de inmigrantes de otras provincias para trabajar en la capital propició la construcción de nueva vivienda en los municipios de los alrededores, más baratas que las del centro aunque con escasos servicios. Los primeros bloques se construyeron en el barrio de San Nicasio y los habitantes procedían de regiones como Extremadura, Castilla y Andalucía. De este modo, se pasó de 7655 censados en 1960 a más de 56 000 en 1970, y se superaron los 160 000 en 1980. Dado que estos movimientos superaron cualquier previsión, muchos distritos no tienen suficientes plazas de aparcamiento. Con la llegada de la democracia se ha mantenido un crecimiento moderado, se han desarrollado planes de urbanismo en los nuevos barrios y se ha dado prioridad a equipamientos públicos como colegios y hospitales.
El número de habitantes extranjeros ha aumentado en los últimos años hasta llegar a 118 foráneos por cada 1000 personas, cifra inferior a la media regional. La población de nacionalidad española representa el 88,19% del censo, mientras que los de otras nacionalidades suponen el 11,90% restante. Por procedencia, las comunidades más importantes son las de rumanos (4104 personas), marroquíes (3606), colombianos (3047), ecuatorianos (2727) y peruanos (2210).
Aunque al principio se la consideraba una ciudad dormitorio, pues muchos de sus habitantes trabajan en Madrid, desde la década de 1980 se ha reducido la dependencia de servicios de la capital con la construcción de polígonos industriales, comercios, centros educativos, ambulatorios y un hospital general. Leganés forma parte de la Ley de Grandes Ciudades de España desde 2006. Su población era de 188 691 habitantes en el año 2014 (INE).

## Economía
Hasta hace poco tiempo se trataba de una ciudad dormitorio muy bien comunicada en el área metropolitana de Madrid. Su población se ha triplicado en menos de diez años y se han multiplicado las urbanizaciones que rodean el casco histórico. Paralelamente han ido perdiendo importancia sus actividades primarias: la horticultura (abastecedora de la capital) y la ganadería. Por el contrario ha ido aumentando la instalación de diversas industrias debido a la mejora en sus comunicaciones, y a la escasez y carestía del suelo industrial en la capital.

### Zonas industriales
El municipio cuenta con los siguientes polígonos industriales:
- Nuestra Señora de Butarque: situado entre los barrios de Zarzaquemada y de El Carrascal y el getafense barrio de El Bercial.
- El Portillo, más conocido como Ciudad del Automóvil, que actualmente se encuentra en período de ampliación hacia el sur tomando como eje la M-409.
- Polvoranca: en el que se sitúa el almacén de la antigua Tabacalera, ahora Logista.
- La Fortuna: barrio de gran tradición industrial de pequeño tamaño en el propio casco urbano, recientemente se sitúa un nuevo polígono cerca de la M-40.
- Prado Overa: situado junto a la Autovía de Toledo A-42.
- San José de Valderas (situado junto al casco urbano de Alcorcón, aunque en el término municipal de Leganés).
- La Laguna: toma como eje la M-50 en él se sitúan empresas como Porcelanosa o Verdecora.
- Leganés Tecnológico: dedicado a ofrecer suelo a empresas dedicadas a las nuevas tecnologías, situado junto a la M-40, en colaboración con la Universidad Carlos III.
- Sur M-50 (Situado junto al barrio del Naranjo, de Fuenlabrada, aunque en el término municipal de Leganés).

Las principales empresas con actividad en el municipio son la mencionada Logista, Roche Farma (producción de productos farmacéuticos), Tapón Corona (producción de tapones para embotellado), Renault Vehículos Industriales (producción de cigüeñales), Zardoya Otis (producción de ascensores y escaleras mecánicas), Empresa Martín (red de autobuses interurbanos), Ramos Sierra (distribuidores de material eléctrico), Makro, Decathlon o El Corte Inglés (comercio).

### Comercio

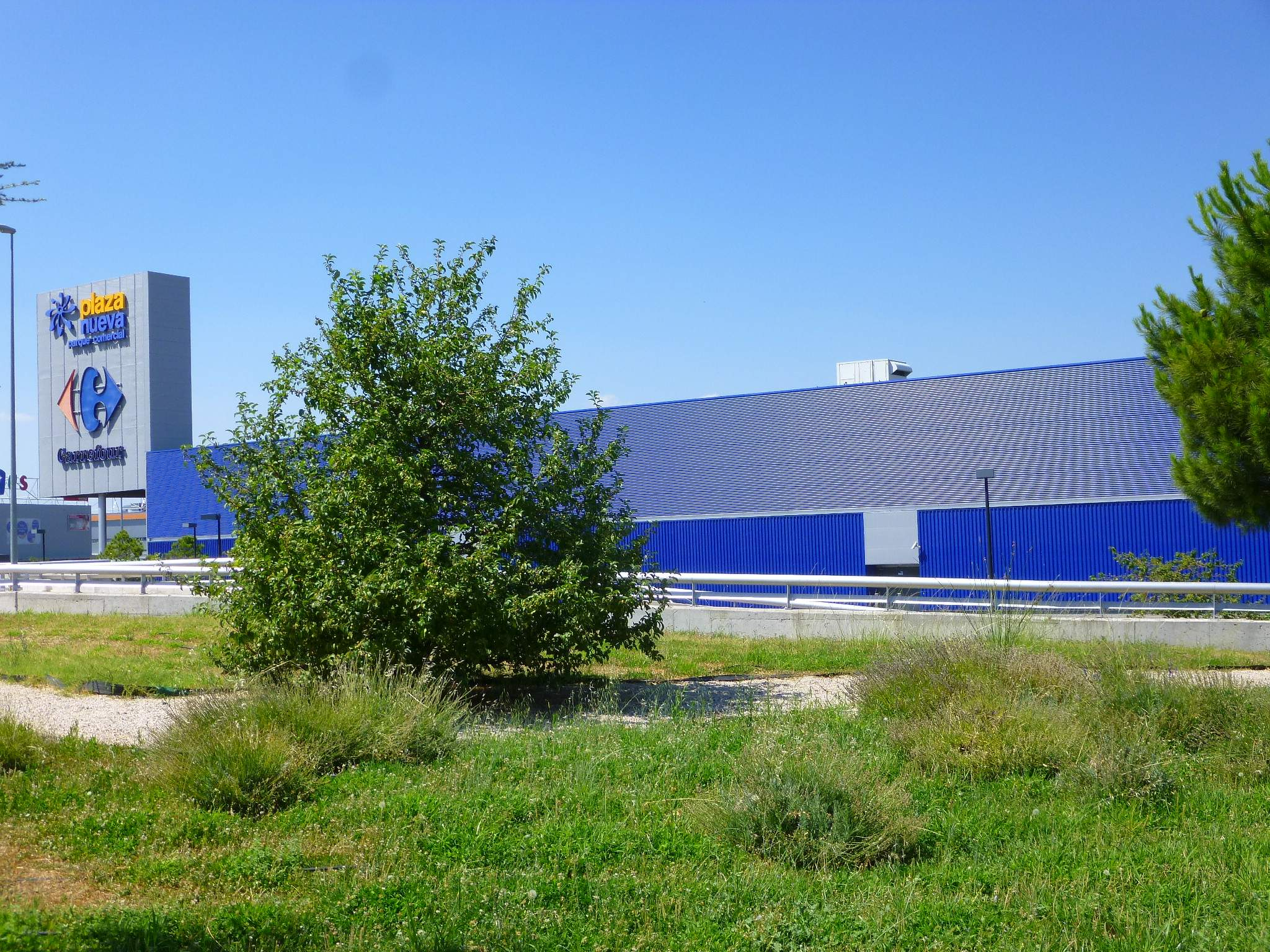
Parque comercial Plaza Nueva

Existen los siguientes centros comerciales instalados en el término municipal de Leganés:
- Leganés Uno: el más antiguo, situado en el barrio de San Nicasio.
- Parquesur: delimitado en el cruce de la M-45 con la A-42 y la carretera de Leganés a Villaverde.
- Arroyosur: encajado entre la M-409 y la M-50.
- Parque comercial Plaza Nueva: Inaugurado en la primavera de 2009 y localizado a los pies del Talud del Cementerio, junto a la M-425 y el Estadio Municipal de Butarque.
- Sambil Outlet Madrid: El más moderno de todos, inaugurado en 2017; se encuentra entre la M-411 y la M-40.

Además hay grandes superficies aisladas como Makro, ubicado en el polígono de Nuestra Señora de Butarque, y centros comerciales en localidades cercanas como un Hipercor y El Corte Inglés El Bercial (Getafe) o el CC Islazul en Carabanchel.

## Administración y política

### Instituciones
En Leganés hay tres niveles de administraciones públicas, las cuales tienen diferentes responsabilidad y competencias. El Ayuntamiento de Leganés es el organismo con más competencias de la ciudad, ya que regula la vida diaria de los ciudadanos, e importantes asuntos como la planificación urbanística, los transportes, la recaudación de impuestos municipales, la gestión de la seguridad vial mediante la policía local, la organización de festejos, el mantenimiento de la vía pública y de los jardines. También es el responsable de la construcción de equipamientos municipales.
Los órganos de gobierno local son el Pleno del Ayuntamiento y sus Comisiones; el alcalde, los tenientes de alcalde y la Junta de Gobierno Local. En la casa consistorial, situada en la plaza Mayor de Leganés, es donde se celebran los plenos ordinarios y extraordinarios. La Casa del Reloj de Leganés alberga el servicio de atención al ciudadano. Existen además Juntas de Distrito para los barrios de La Fortuna, San Nicasio y Zarzaquemada. El municipio cuenta también con asesoría jurídica, consejo social y una comisión especial de sugerencias y reclamaciones.
Por encima del Ayuntamiento se encuentra la Comunidad de Madrid, encargada de sus correspondientes competencias transferidas por el Estado. Dado que Madrid es una comunidad autónoma uniprovincial, no existe diputación. En Leganés se encuentra la sede de la dirección del Área Territorial de Madrid-Sur. La Comunidad tiene amplias competencias en educación pública, sanidad, oficinas de empleo, asuntos sociales, tránsito, políticas económicas, comercio, etc. También es responsable de construir y mantener los ambulatorios, hospitales, escuelas, universidades y residencias para la tercera edad.
El máximo organismo es la Administración General del Estado, la cual se ocupa de cuestiones como la seguridad (Cuerpo Nacional de Policía y Ejército), la Justicia y los trenes de Renfe. Estas competencias son coordinadas por la Delegación del Gobierno en la Comunidad de Madrid. Las tres administraciones públicas colaboran entre sí para el desarrollo del municipio.

### Gobierno municipal

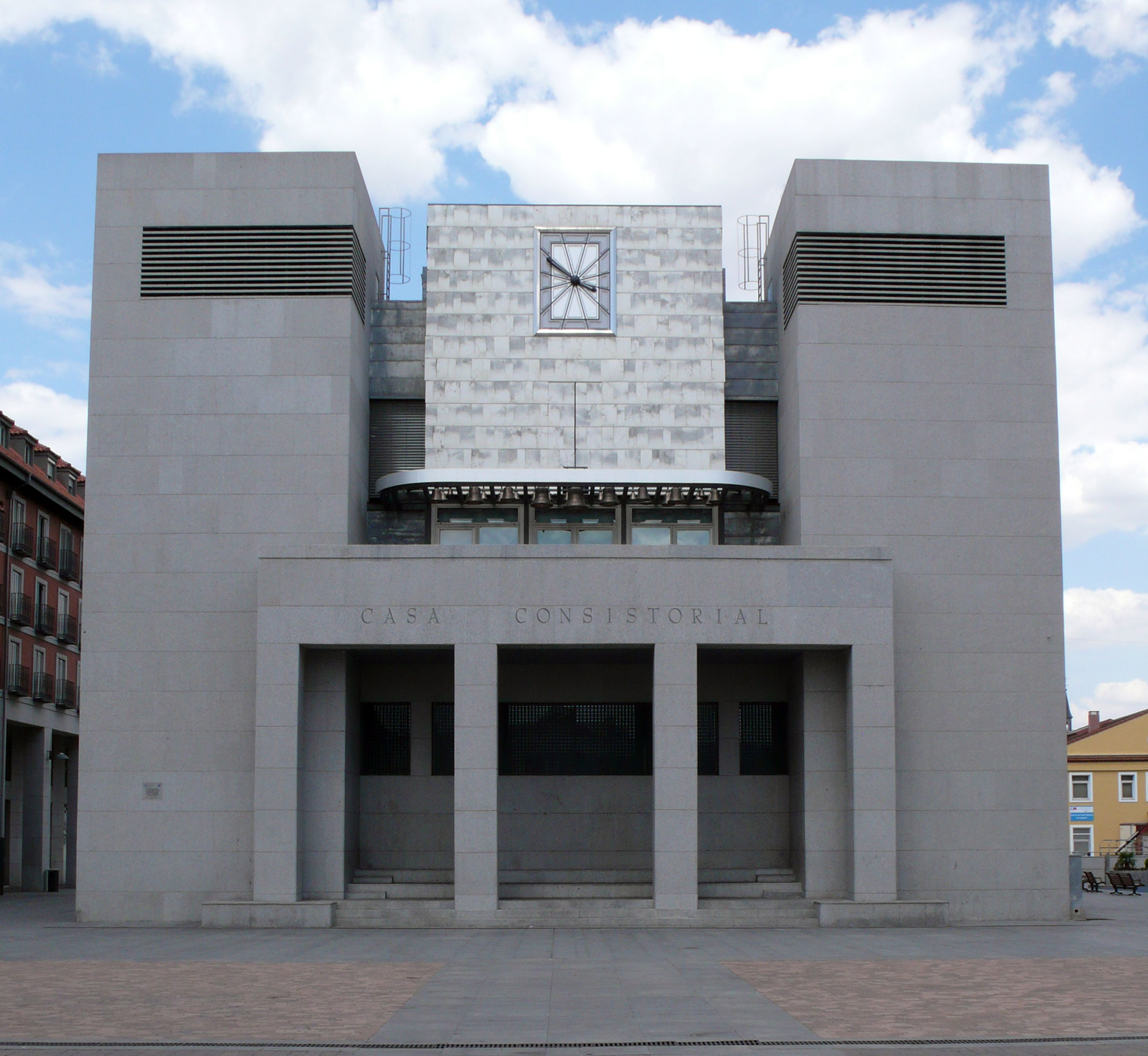
Casa consistorial de Leganés, donde se celebran los plenos

El gobierno del Ayuntamiento de Leganés se escoge por sufragio universal en elecciones celebradas cada cuatro años. El sistema D'Hondt es el método electoral que se utiliza en España para repartir los concejales, de modo aproximadamente proporcional a los votos obtenidos por las candidaturas. El pleno está compuesto por 27 concejales.
En las elecciones municipales de España de 2019, el PSOE fue el partido más votado y obtuvo 10 ediles, cuatro más que en los anteriores comicios y más del doble de votos que la segunda fuerza. Unión por Leganés se convirtió en el principal partido de la oposición, mientras que el Partido Popular quedó en tercer lugar a 180 votos de distancia, ambos con cuatro escaños. Podemos y Ciudadanos obtuvieron tres concejales, Más Madrid-Leganemos se quedó con dos, y Vox entró en el consistorio con un edil.
Desde la recuperación de la democracia en España, se han celebrado nueve elecciones municipales. El alcalde desde 2015 es Santiago Llorente Gutiérrez del Partido Socialista Obrero Español (PSOE).
A finales del siglo XX, Leganés se había caracterizado por ser uno de los núcleos de voto a partidos de izquierda en la Comunidad de Madrid, conformando el conocido como «cinturón rojo» junto a otras localidades como Getafe o Fuenlabrada. De este modo, la ciudad estuvo gobernada por el PSOE durante más de tres décadas, bien en solitario o en coalición con IU. Desde 2003 hasta 2011 el PP fue la formación más votada a nivel local y regional, sin lograr nunca mayoría absoluta.
El primer alcalde electo fue Ramón Espinar Gallego (1979-1983), al que se sucedieron Fernando Abad Bécquer (1983-1991) y José Luis Pérez Ráez (1991-2007). La falta de entendimiento entre PSOE e IU propició que Guadalupe Bragado, del PP, se convirtiera en 2007 en la primera alcaldesa de un partido conservador. Una moción de censura la apartó del cargo 23 días después. Su sustituto fue el socialista Rafael Gómez Montoya (2007-2011). Dado que PSOE e IU no obtuvieron mayoría, Jesús Gómez Ruiz fue el primer miembro del PP que completó la legislatura como alcalde. Sin embargo, en las elecciones de 2015 el Partido Socialista recuperó el mandato, asumiendo el cargo Santiago Llorente Gutiérrez.
| Periodo   | Nombre                      | Partido | Partido                                  |
| --------- | --------------------------- | ------- | ---------------------------------------- |
| 1979-1983 | Ramón Espinar Gallego       |         | Partido Socialista Obrero Español (PSOE) |
| 1983-1991 | Fernando Abad Bécquer       |         | Partido Socialista Obrero Español (PSOE) |
| 1991-2007 | José Luis Pérez Ráez        |         | Partido Socialista Obrero Español (PSOE) |
| 2007-2007 | Guadalupe Bragado Cordero   |         | Partido Popular (PP)                     |
| 2007-2011 | Rafael Gómez Montoya        |         | Partido Socialista Obrero Español (PSOE) |
| 2011-2015 | Jesús Gómez Ruiz            |         | Partido Popular (PP)                     |
| 2015-2023 | Santiago Llorente Gutiérrez |         | Partido Socialista Obrero Español (PSOE) |
| 2023-act. | Miguel Ángel Recuenco Checa |         | Partido Popular (PP)                     |

| Partido político                                  | 2023  | 2023   | 2023       | 2019  | 2019   | 2019       | 2015  | 2015   | 2015       | 2011  | 2011   | 2011       | 2007  | 2007   | 2007       |
| Partido político                                  | %     | Votos  | Concejales | %     | Votos  | Concejales | %     | Votos  | Concejales | %     | Votos  | Concejales | %     | Votos  | Concejales |
| Partido Popular (PP)                              | 31,70 | 30 611 | 9          | 15,38 | 14 311 | 4          | 20,02 | 19 081 | 6          | 40,08 | 37 445 | 12         | 39,41 | 36 283 | 12         |
| Partido Socialista Obrero Español (PSOE)          | 27,41 | 26 470 | 8          | 32,39 | 30 133 | 10         | 21,74 | 20 726 | 6          | 27,72 | 25 900 | 8          | 38,25 | 35 213 | 11         |
| Unión por Leganés (ULEG)                          | 11,47 | 11 073 | 3          | 15,58 | 14 491 | 4          | 20,42 | 19 463 | 6          | 13,28 | 12 409 | 4          | 5,89  | 5422   | 1          |
| Más Madrid-Leganemos                              | 10,60 | 10 234 | 3          | 7,31  | 6803   | 2          | 21,14 | 20 148 | 6          | —     | —      | —          | —     | —      | —          |
| Vox                                               | 7,88  | 7608   | 2          | 6,05  | 5632   | 1          | 0,57  | 544    | 0          | —     | —      | —          | —     | —      | —          |
| Podemos-Izquierda Unida (IU)                      | 6,57  | 6345   | 2          | 11,15 | 10 374 | 3          | 5,33  | 5079   | 1          | 11,48 | 10 723 | 3          | 12,95 | 11 920 | 3          |
| Ciudadanos (CS)                                   | 1,15  | 1119   | 0          | 10,42 | 9695   | 3          | 7,93  | 7556   | 2          | —     | —      | —          | 0,35  | 320    | 0          |
| Partido Comunista de los Pueblos de España (PCPE) | 0,30  | 294    | 0          | —     | —      | —          | —     | —      | —          | 0,73  | 678    | 0          | 0,34  | 315    | 0          |
| La Izquierda Hoy (LIH)                            | —     | —      | —          | 0,86  | 803    | 0          | —     | —      | —          | —     | —      | —          | —     | —      | —          |
| Igualdad Real (IGRE)                              | —     | —      | —          | 0,11  | 98     | 0          | —     | —      | —          | —     | —      | —          | —     | —      | —          |
| Unidad de Centro (UDEC)                           | —     | —      | —          | 0,10  | 94     | 0          | 0,13  | 128    | 0          | —     | —      | —          | —     | —      | —          |
| Unión Progreso y Democracia (UPyD)                | —     | —      | —          | —     | —      | —          | 1,64  | 1567   | 0          | 4,00  | 3737   | 0          | —     | —      | —          |
| Coalición Verde (CV)                              | —     | —      | —          | —     | —      | —          | —     | —      | —          | —     | —      | —          | 1,33  | 1228   | 0          |

### Organización territorial
Leganés se divide administrativamente en barrios. El principal órgano municipal es la Junta de Gobierno Local. Los dos barrios más habitados (Zarzaquemada y San Nicasio) y La Fortuna (alejado del centro), poseen Juntas de Distrito con competencias propias para una gestión más descentralizada. Aunque la mayoría de la población se encuentra en el núcleo urbano, la inexistencia de un plan urbanístico en la década de 1960 propició el surgimiento de asentamientos espontáneos en zonas alejadas, como La Fortuna y Vereda de los Estudiantes.
Los límites municipales de Leganés hasta el siglo XIX correspondían al actual barrio Centro. En 1958 se inició la expansión con un barrio para nuevos vecinos, San Nicasio, que pasó a estar habitado en su mayoría por emigrantes. El alcalde Saturnino del Yerro fomentó en 1960 la ampliación de la zona centro, con nuevos barrios como Descubridores, Vírgenes o Las Flores. Después asumió el control administrativo del poblado de La Fortuna, y en 1966 impulsó el primer Plan General de Ordenación Urbana (PGOU), con una expansión al este (Zarzaquemada). Debido al gran número de emigrantes que asumió Leganés, ese plan tuvo muchos errores tales como las previsiones de suelo, muy por debajo de lo previsto. Desde los años 1980 la prioridad es una construcción ordenada y la recuperación de zonas verdes.

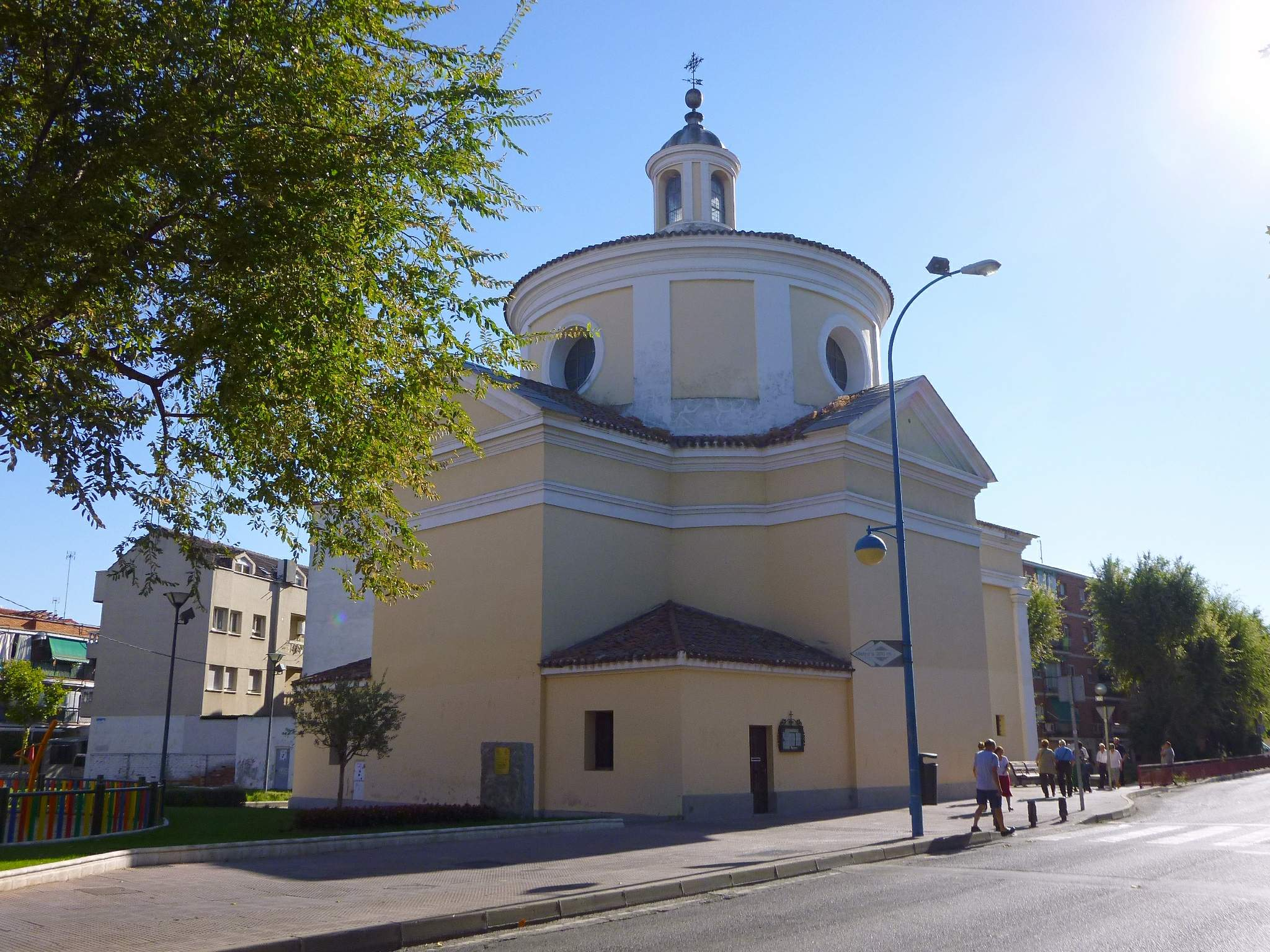
Ermita de San Nicasio

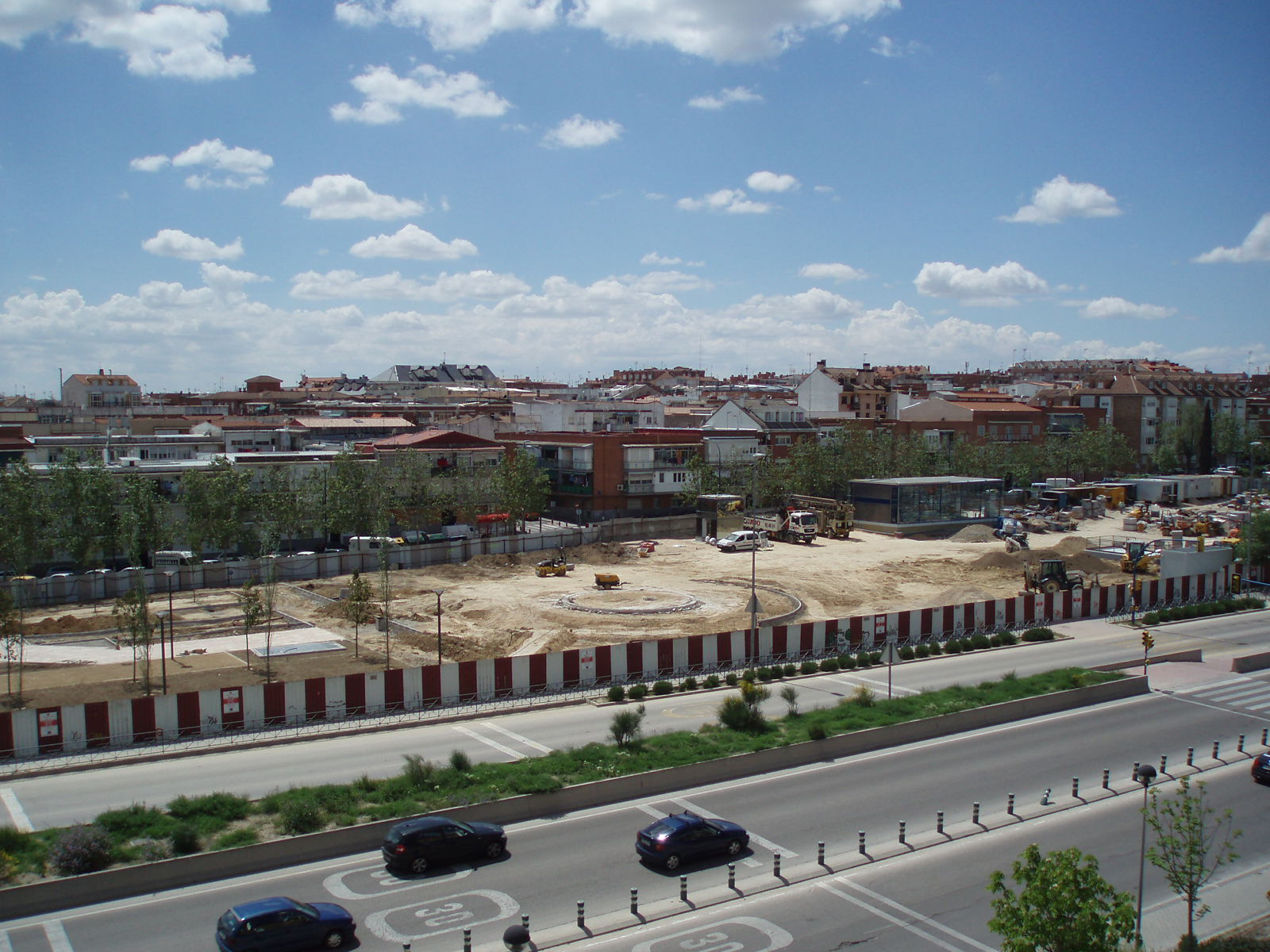
Vista panorámica de La Fortuna

Los barrios de Leganés son los siguientes:
1. Leganés Centro: núcleo más antiguo de la ciudad. Acoge los edificios históricos como la iglesia de El Salvador, el antiguo manicomio y el cuartel de las Reales Guardias Valonas, que hoy es utilizado por la Universidad Carlos III de Madrid. En 2007 se construyó la plaza Mayor sobre los antiguos terrenos del campo de fútbol municipal. Además del propio casco antiguo, se divide a su vez en barrios menores (Batallas, Los Santos, Flores, Descubridores, Escritores y Vírgenes), llamados así por los nombres de sus calles. Hacia el sureste, se encuentran la Casa del Reloj (servicio de atención al ciudadano), los juzgados y delegación de Hacienda, la plaza de toros La Cubierta y el recinto ferial.
2. San Nicasio: primera expansión de Leganés, debe su nombre a la ermita del siglo XVIII diseñada por Ventura Rodríguez. Está separado del centro por las vías de tren. Tiempo atrás quedó dividido por una vía de uso militar, sobre la que se ha construido un bulevar. Pueden encontrarse allí la ermita, la Estación de Leganés (Renfe, Cercanías y Metro) y el centro cívico José Saramago. El ayuntamiento desarrolló un plan de remodelación integral en la década de 2000 para modernizarlo, además de un plan de ampliación urbanístico (PAU) haciéndolo crecer hasta el barrio de Poza del Agua. Tanto San Nicasio como su ampliación, se divide casi en su totalidad en dos partes por los nombres de sus calles: los ríos y las provincias.
3. Zarzaquemada: expansión de Leganés al este, es el barrio con mayor densidad de población. Su principal vía es la avenida Rey Juan Carlos I, que funciona como arteria principal del resto de calles, y las dos calles más importantes del barrio, las calles de los Monegros (por la parte norte) y de la Rioja (por la parte sur). Pueden encontrarse allí el anfiteatro Egaleo, el centro de salud de Pedroches, amplias zonas verdes (parque de la Chopera y Picasso), dos parroquias y la estación de Zarzaquemada (Cercanías). Sus calles son, en su mayoría, comarcas de España.
4. El Carrascal: está separada de Zarzaquemada por la avenida Europa. La mayoría de sus viviendas son bloques de gran altura y una planificación urbanística mejorada. Allí están el centro cívico Rigoberta Menchú, el Pabellón Europa, la Pista de Hielo y el centro comercial Parquesur. Sus calles tienen nombres de países de Europa.
5. Quinto Centenario: expansión residencial al norte de San Nicasio, con viviendas unifamiliares y bloques de pisos. Allí se ubica el estadio de Butarque y el parque de la Hispanidad. Sus calles tienen nombres de países de Iberoamérica.
6. Valdepelayos: barrio residencial al suroeste, finalizado en la década de 1990. Sus calles tienen nombres de políticos españoles.
7. Montepinos: antiguo asentamiento al sur de la ciudad, está detrás del Hospital Severo Ochoa. Limita con Valdepelayos al oeste. Allí se encuentra el parque de los Frailes.
8. Derechos Humanos: barrio residencial al sureste, en el que destacan el centro cultural Las Dehesillas y el Museo de Esculturas. Se le conoce también como el barrio de Los Tilos. Sus calles tienen nombres de derechos humanos.
9. Leganés Norte: barrio residencial al noreste, está separado de Zarzaquemada por la línea de ferrocarril. Fue edificado en la década de 1990. Cuenta con dos zonas verdes (parque de Leganés Norte y Palestina) y la biblioteca Central y Archivo Municipal de Leganés. Sus calles tienen nombres de mujeres.
10. Campo de Tiro: expansión residencial al noroeste de San Nicasio, debe el nombre a su antiguo uso militar. Alberga un colegio mayor de la Universidad Carlos III y el parque de Valdegrullas. Sus calles tienen nombre de árboles y plantas.
11. Solagua: ensanche en el noroeste de la ciudad (como Ensanche de San Nicasio). Limita al sur con el Campo de Tiro y el Quinto Centenario, al sureste con Leganés Norte y al suroeste con San Nicasio. Sus calles tienen nombres de países de Centroamérica, capitales europeas y personajes del Quijote.
12. Arroyo Culebro: expansión al sur del centro urbano, está separada de Valdepelayos por la M-406 y la rodean las principales autovías del sur de Madrid. Es un barrio residencial que combina chalés adosados con bloques de pisos. Parte del barrio está atravesado por el arroyo de la Recomba, sobre el que se ha construido una zona verde. Al lado se encuentra el parque Polvoranca. Dispone de estación de Cercanías. Sus calles son nombres de municipios madrileños y de alcaldes del municipio.
13. Poza del Agua: es el barrio más moderno, edificado a finales de la década de los años 2000. Limita al sureste con San Nicasio y al este con Solagua. Por el norte y el oeste limita con la avenida de Salvador Allende. Sus calles tienen nombres de planetas y constelaciones, además de una calle dedicada a Vicente Ferrer.
14. Puerta de Fuenlabrada: es un nuevo barrio situado al lado del Hospital Severo Ochoa y el polígono industrial de la Ciudad del Automóvil. Dispone de dos supermercados (Ahorramás y Mercadona), una pasarela comunica el barrio con el polígono industrial Ciudad del Automóvil. Sus calles tienen nombres de deportes.

Los siguientes barrios pertenecen a Leganés pero no se encuentran en el núcleo urbano.
1. La Fortuna: este barrio está a cinco kilómetros del centro, entre la carretera M-40 y la Radial 5. Fue fundado en 1960 por vecinos y emigrantes que anteriormente vivían en Orcasitas, y se fue adecuando a sus necesidades sin correcta planificación urbanística.[43] En los años 1980 el ayuntamiento asumió un plan para dotarlo de servicios públicos. Allí pueden encontrarse el parque Serafín Díez Antón y el centro comercial Sambil Outlet. En 1993 se fundó la Junta de Distrito, uno de los primeros ejemplos de descentralización local en la Comunidad de Madrid. Está conectado a Metro de Madrid con una parada en la línea 11 hacia Plaza Elíptica.[44] Las calles de este barrio tienen nombres de santos (coincidentes con los nombres de la familia que se asentó en el barrio) y nombres de localidades portuguesas.
2. Vereda de los Estudiantes: otro de los núcleos sobre los que el ayuntamiento ha asumido el control administrativo, separado del resto de la ciudad por la M-406. Se ubica cerca del límite municipal con Getafe. Fue fundado en la década de 1950 por emigrantes, en su mayoría extremeños y andaluces. Al principio fue apodado «Barrio del Candil» porque no había alumbrado público. Hoy es un barrio residencial. Sus calles tienen nombres de provincias.

El barrio de Viña Grande formó parte de Leganés hasta 1994, cuando sus vecinos acordaron unirse a Alcorcón a través de un referéndum vinculante. Este terreno está hoy integrado en San José de Valderas.

### Justicia
Cuenta con comisarías del Cuerpo Nacional de Policía y Policía Municipal, así como con un cuartel y una casa-cuartel de la Guardia Civil. El municipio constituye el noveno partido judicial de la Comunidad de Madrid y está formado por ocho juzgados de Primera Instancia e Instrucción y uno de Violencia sobre la Mujer.

## Monumentos y lugares de interés

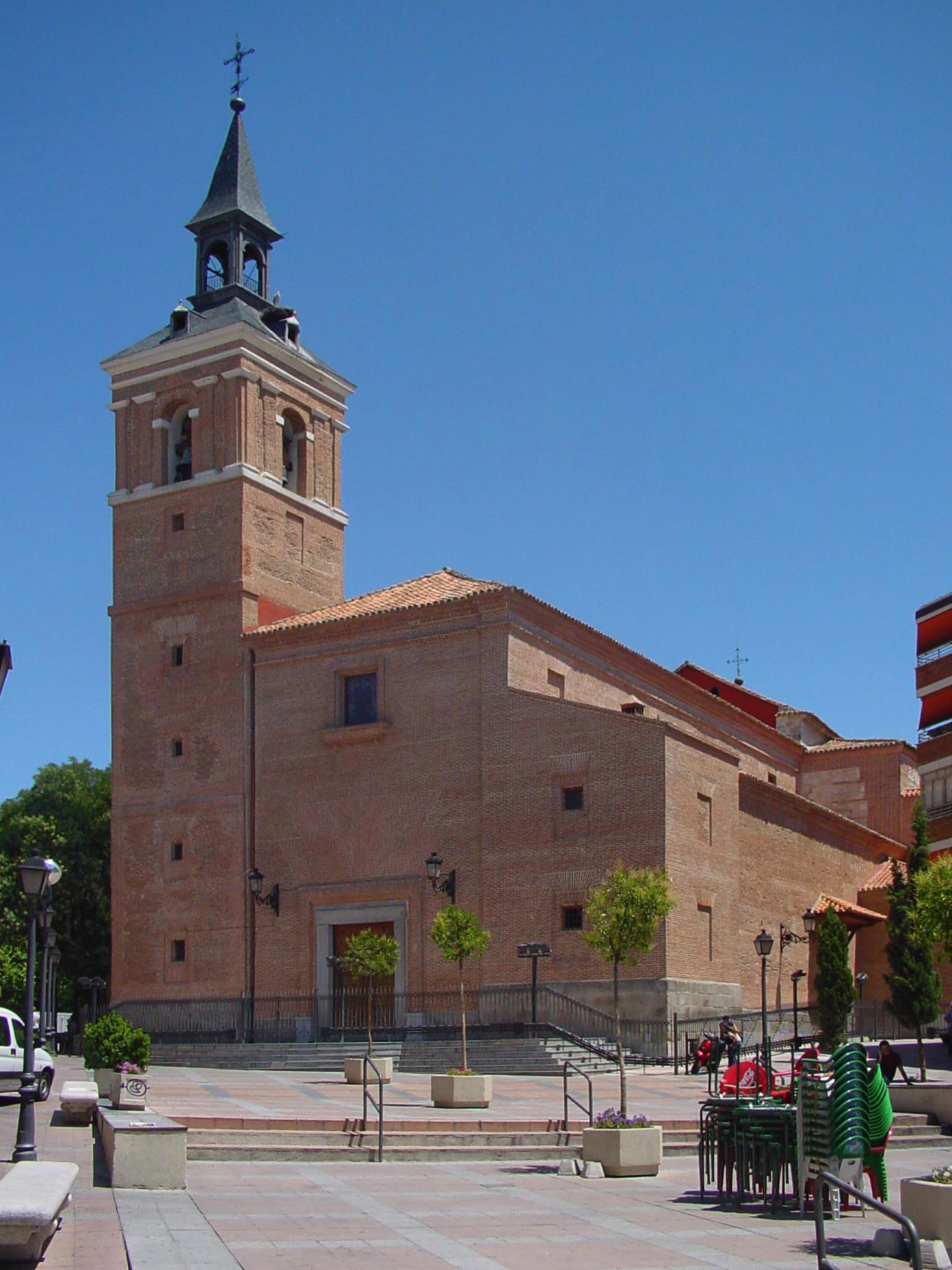
Iglesia parroquial de San Salvador

Iglesia de San Salvador: la existencia del templo se remonta al siglo XV, aunque la estructura actual comenzó a construirse en 1662. Posee un retablo mayor de estilo barroco, que fue realizado por el artista José de Churriguera entre 1701 y 1720, con pintura al óleo de la Transfiguración del veneciano Francesco Leonardoni, quien firma también las pinturas de los retablos colaterales, fechadas en 1702. También destaca su órgano parroquial, obra de José de Verdalonga.
Ermita de San Nicasio: de corte neoclásico, fue diseñada por el arquitecto Ventura Rodríguez entre 1772 y 1785, por encargo del Marquesado de Leganés en honor al obispo San Nicasio. Ha sido restaurada en varias ocasiones.
Además de San Nicasio, destaca la ermita de Nuestra Señora de Butarque (restaurada).
Casa de salud de Santa Isabel: fue el primer hospital psiquiátrico de estas características en España, y la primera empresa del municipio. En su época destacó por ser pionera en la atención a enfermos en la medicina psiquiátrica. Aprovechó como terreno el antiguo palacio de los Medinaceli. Dispone de una fachada neomudéjar cuyo principal impulsor fue el arquitecto Emilio Rodríguez Ayuso, y patios que en la época fueron atendidos por los internos. Está en proceso de restauración y parte del edificio es, hoy día, un centro de salud.
Parque de Polvoranca: fue diseñado en la década de 1980. Posee 150 hectáreas, todas ellas pertenecientes a Leganés; cuenta con varios lagos, arboretum y jardín botánico. En este parque pueden encontrarse las ruinas de la ermita de San Pedro, último vestigio de la antigua localidad de Polvoranca.
Cuartel de las Reales Guardias Walonas: conocido también como Edificio de Sabatini o Cuartel de Saboya, fue ideado por el arquitecto Francisco Sabatini. Sus obras concluyeron en 1783, y tuvo un uso militar hasta 1987, cuando el Regimiento Saboya abandonó el edificio. El edificio fue demolido para albergar la actualUniversidad Carlos III de Madrid y ha sido completamente reconstruido en su interior y exterior.
Plaza Mayor de Leganés y reloj de autómatas: la plaza Mayor de Leganés se inauguró en el año 2008, en los terrenos que ocupaba el antiguo campo de fútbol del CD Leganés. Allí se encuentran la casa consistorial, una instalación deportiva y diversos establecimientos. En la casa consistorial se encuentra un reloj de autómatas suizo, que es el primero de esas características en España.
Museo de Escultura al Aire Libre de Leganés: situado en el parque de Las Dehesillas. Su promotor fue el escultor Luis Arencibia, y es fruto de un acuerdo con el Museo Reina Sofía. La institución le cedió al Ayuntamiento 50 esculturas de gran tamaño que anteriormente fueron expuestas en el Museo Español de Arte Contemporáneo. El acceso al parque es completamente gratuito, y está abierto hasta medianoche. Cuenta con obras de Martín Chirino, Agustín Ibarrola y Jorge Oteiza entre otros artistas.

## Servicios

### Educación

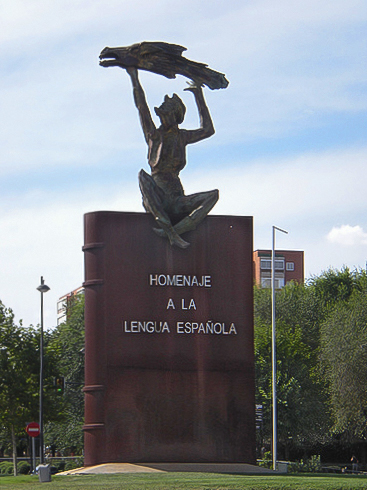
Escultura que homenajea la lengua española y El Quijote

El municipio cuenta con numerosos centros docentes, mayoritariamente públicos de primaria y secundaria, así como un centro específico de educación especial y la CEMU. Destaca asimismo la instalación a finales de los años ochenta de Escuela Politécnica Superior de la Universidad Carlos III desde 1989. Posee un centro de apoyo y formación al profesorado no universitario propio. Leganés, al igual que el resto de ciudades de la Comunidad de Madrid, depende de la Consejería de Educación regional.
Educación infantil, primaria y secundaria
La red de educación obligatoria de Leganés se desarrolló especialmente a partir de 1975 con la llegada de la democracia a España. No hubo institutos en la ciudad hasta 1976, cuando se inauguró el IES José de Churriguera que contaba con turnos de mañana y tarde. Actualmente la ciudad cuenta con más de 30 colegios públicos y 16 institutos de educación secundaria. También dispone de centros de educación privada y un colegio de educación especial, llamado colegio Alfonso X El Sabio.
Educación universitaria
Desde 1990 Leganés cuenta con la Universidad Carlos III de Madrid. En su campus se encuentra la Escuela Politécnica Superior y sirvió para revitalizar la zona central de la ciudad, que entre otras acciones supuso la reparación y adecuación del Cuartel de las Reales Guardias Walonas (Edificio Sabatini), y la peatonalización de la zona. El Campus de Leganés está plenamente integrado en el centro de la localidad, y cuenta con varios edificios, una biblioteca, el Auditorio Padre Soler y un polideportivo. Además se incluye el proyecto Leganés Tecnológico, en el que la universidad está integrado, y una residencia de estudiantes.
El municipio dispone de una Escuela Universitaria de Enfermería desde el año 1991.
Universidad Nacional de Educación a Distancia
Leganés cuenta desde el curso 2010-11 con Aula Universitaria de la Universidad Nacional de Educación a Distancia (UNED), integrada en el Centro Asociado Madrid Sur. Sus instalaciones se encuentran en el IES José de Churriguera. El Centro Madrid Sur cuenta con más de 8000 alumnos, estando matriculados alrededor de 1000 en Leganés.
El Aula Universitaria dispone de dos pizarras digital habilitada para enseñanza por teleformación (AVIP), así como la biblioteca del Instituto como espacio de estudio y 8 clases, además de la sala polivalente y servicio de cafetería.
En Leganés se imparten las titulaciones de curso de acceso para mayores de 25 años y de 45 años, Lengua y Literatura Españolas, Ciencias Ambientales, Estudios Ingleses, Ingeniería en Tecnologías Industriales y Filosofía. También se imparte el Programa para mayores de 50 años y enseñanza de idiomas (CUID)
Otros centros
Entre los proyectos educativos de Leganés destaca la Ciudad Escuela de los Muchachos (CEMU), fundada por Alberto Muñiz Sánchez. Fue levantada en el año 1970 con la intención de acoger y educar a niños y niñas problemáticos o con carencias, a los que da un hogar. Acoge a 120 menores en régimen residencial y otros alumnos externos, y trabaja por la resocialización de los chicos mediante un sistema basado en la participación. El centro fue creado a imagen de la Ciudad de los Muchachos del Padre Silva en Orense, y cuenta incluso con alcalde propio.
La Escuela Oficial de Idiomas de Leganés funciona de forma independiente desde 1989. Surgió como una sección de la EOI de Alcorcón, para terminar desligándose de ésta.

### Sanidad

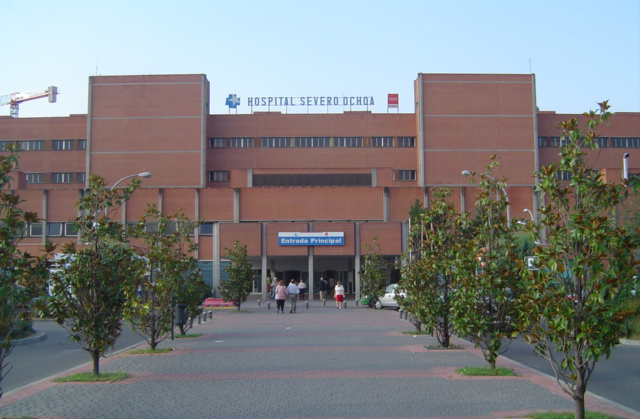
Hospital Severo Ochoa

El hospital principal de Leganés es el Hospital Universitario Severo Ochoa, y además existen varios centros sanitarios públicos en los distintos barrios. La ciudad destaca por ser pionera en la atención de enfermedades de salud mental, y dispone actualmente de dos centros: el Centro José Germain y el Centro de Santa Isabel. Por último, dispone de un Centro de Atención al Drogodependiente. El municipio forma parte de una zona sanitaria básica única, según el nuevo mapa sanitario de la Comunidad de Madrid.

### Transporte

#### Red vial
Al limitar con Madrid, Leganés se beneficia del paso de dos de las principales carreteras circunvalatorias de la capital.
- M-40, autopista de circunvalación de Madrid. Rodea el norte de la ciudad, separándola del límite municipal de Madrid, y atraviesa el barrio de La Fortuna. Salidas 27, 28 y 30.
- M-50, autopista de circunvalación de Madrid. Rodea el sur de la ciudad y marca el límite con Fuenlabrada. Salidas 53A, 55 y 59.
- Radial 5, autopista de peaje que rodea el oeste de la ciudad, desde Carabanchel hasta Navalcarnero.

Las siguientes carreteras pertenecen a la red principal:
- M-45, autopista de circunvalación de Madrid. Rodea el este de la ciudad, separándola del distrito de Villaverde y conectándola con Getafe. Salidas 1, 2B y 6.
- M-402: une la M-45 desde Villaverde al centro de Leganés.
- M-406: comienza en la avenida de Los Castillos de Alcorcón, atraviesa la parte sur de Leganés y termina en la A-42 junto al Hospital de Getafe.
- M-407: también conocida como autovía de Polvoranca, comienza en la salida del parque de Polvoranca y dirige hasta Griñón. Está conectada con la M-50.
- M-425: también conocida como carretera de Leganés a Carabanchel, comienza en la avenida de Carabanchel situada en el norte de Leganés, atraviesa el polígono industrial Leganés Tecnológico y acaba en la Vía Lusitana.

El Aeropuerto de Madrid-Barajas se encuentra a 30 minutos en coche por la M-40. También se puede acceder desde Leganés a través de la red de Metro y Cercanías.

#### Autobuses
El servicio público de autobuses (urbanos e interurbanos), ferrocarril y metro está integrado en el Consorcio Regional de Transportes de Madrid, sociedad pública de la Comunidad de Madrid. Leganés forma parte de la zona de tarificación B1.
En la actualidad hay una línea urbana, 18 interurbanas y 3 nocturnas. Al ser un servicio municipal fuera de la capital, todos los buses son de color verde. La mayoría están operadas por Martín, S.A. salvo tres que pertenecen a Avanza Movilidad Integral.

##### Líneas urbanas
| Línea | Recorrido                              | Operadora    |
| ----- | -------------------------------------- | ------------ |
| 1     | Vereda de los Estudiantes - La Fortuna | Martín, S.A. |

##### Líneas interurbanas
| Línea | Recorrido                                             | Operadora                 |
| ----- | ----------------------------------------------------- | ------------------------- |
| 432   | Madrid (Villaverde Bajo-Cruce) – Leganés              | Avanza Movilidad Integral |
| 450   | Getafe – Leganés - Alcorcón                           | Avanza Movilidad Integral |
| 468   | Getafe – Griñón / Casarrubuelos / Serranillos         | Avanza Movilidad Integral |
| 480   | Madrid (Plaza Elíptica) - Leganés (Leganés Central)   | Martín, S.A.              |
| 481   | Madrid (Oporto) – Leganés (Parquesur - Hospital)      | Martín, S.A.              |
| 482   | Madrid (Aluche) – Leganés (Arroyo Culebro)            | Martín, S.A.              |
| 483   | Madrid (Aluche) – Leganés (Vereda de los Estudiantes) | Martín, S.A.              |
| 484   | Madrid (Oporto) – Leganés (Leganés Central)           | Martín, S.A.              |
| 485   | Madrid (Aluche) – Leganés (Norte - Montepinos)        | Martín, S.A.              |
| 486   | Madrid (Oporto) – Leganés (Valdepelayo)               | Martín, S.A.              |
| 487   | Madrid (Aluche) – Leganés (San Nicasio)               | Martín, S.A.              |
| 488   | Leganés (San Nicasio) - Getafe (Getafe Norte)         | Martín, S.A.              |
| 491   | Madrid (Aluche) – Fuenlabrada (barrio del Naranjo)    | Martín, S.A.              |
| 492   | Madrid (Aluche) – Fuenlabrada (Parque Granada)        | Martín, S.A.              |
| 493   | Madrid (Aluche) – Fuenlabrada (Urbanización Loranca)  | Martín, S.A.              |
| 497   | Leganés - Moraleja de Enmedio (Las Colinas)           | Martín, S.A.              |
| N802  | Madrid (Atocha) – Leganés (Vereda de los Estudiantes) | Martín, S.A.              |
| N803  | Madrid (Atocha) – Fuenlabrada (barrio del Naranjo)    | Martín, S.A.              |
| N804  | Madrid (Atocha) – Fuenlabrada                         | Martín, S.A.              |

#### Ferrocarril

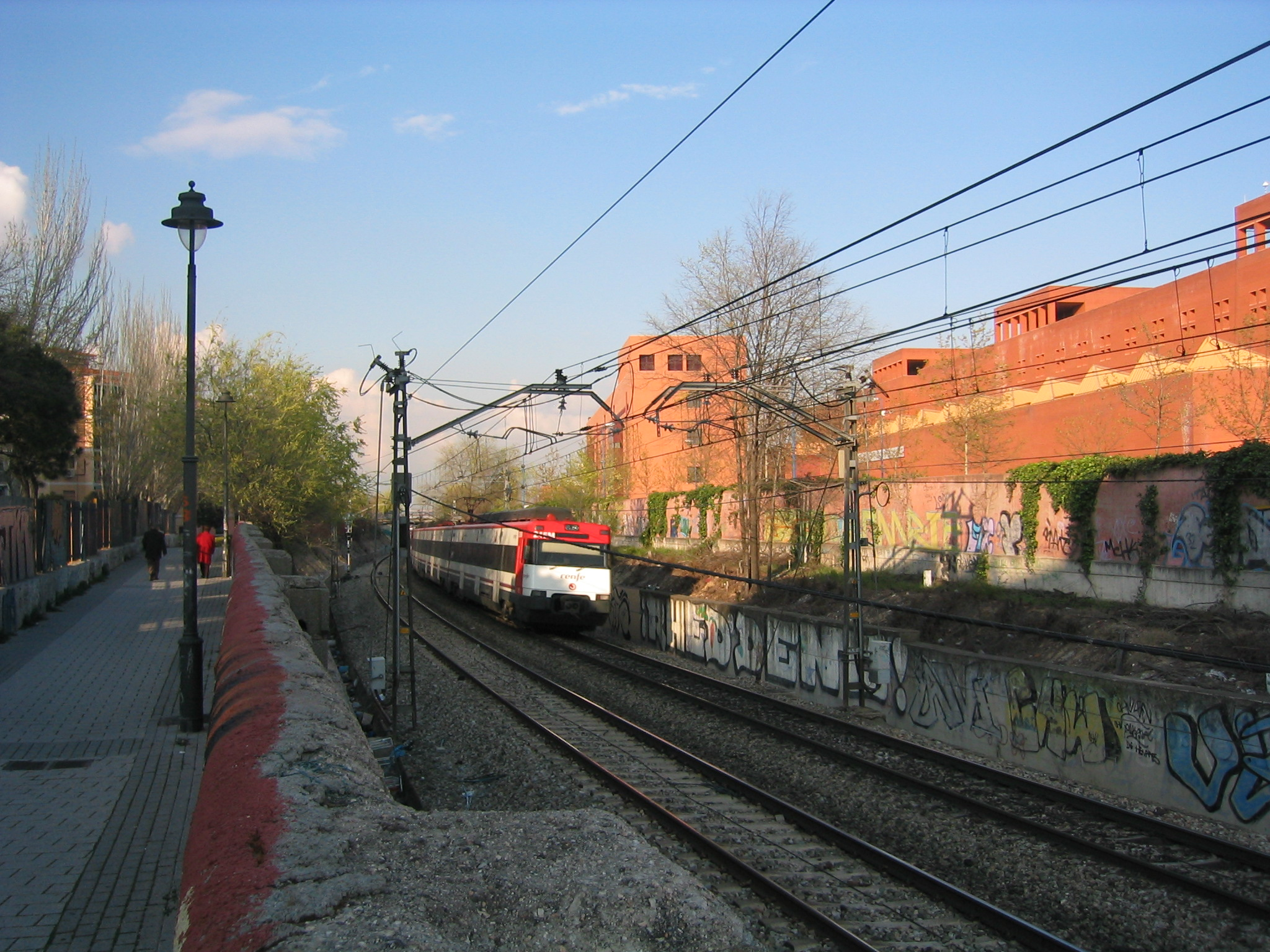
La vía de tren de Leganés atraviesa la ciudad y no ha podido soterrarse todo el tramo

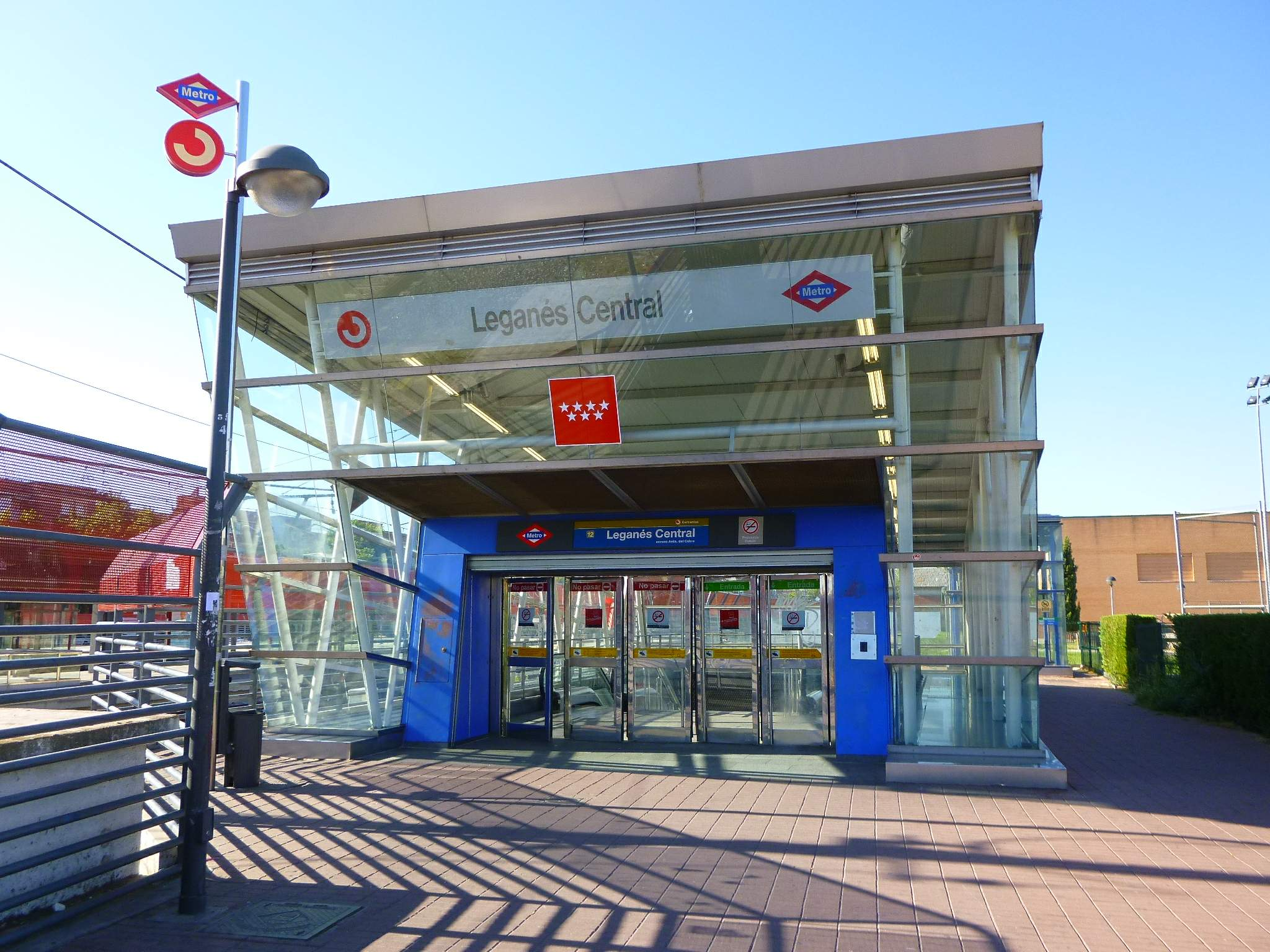
Estación de Leganés Central

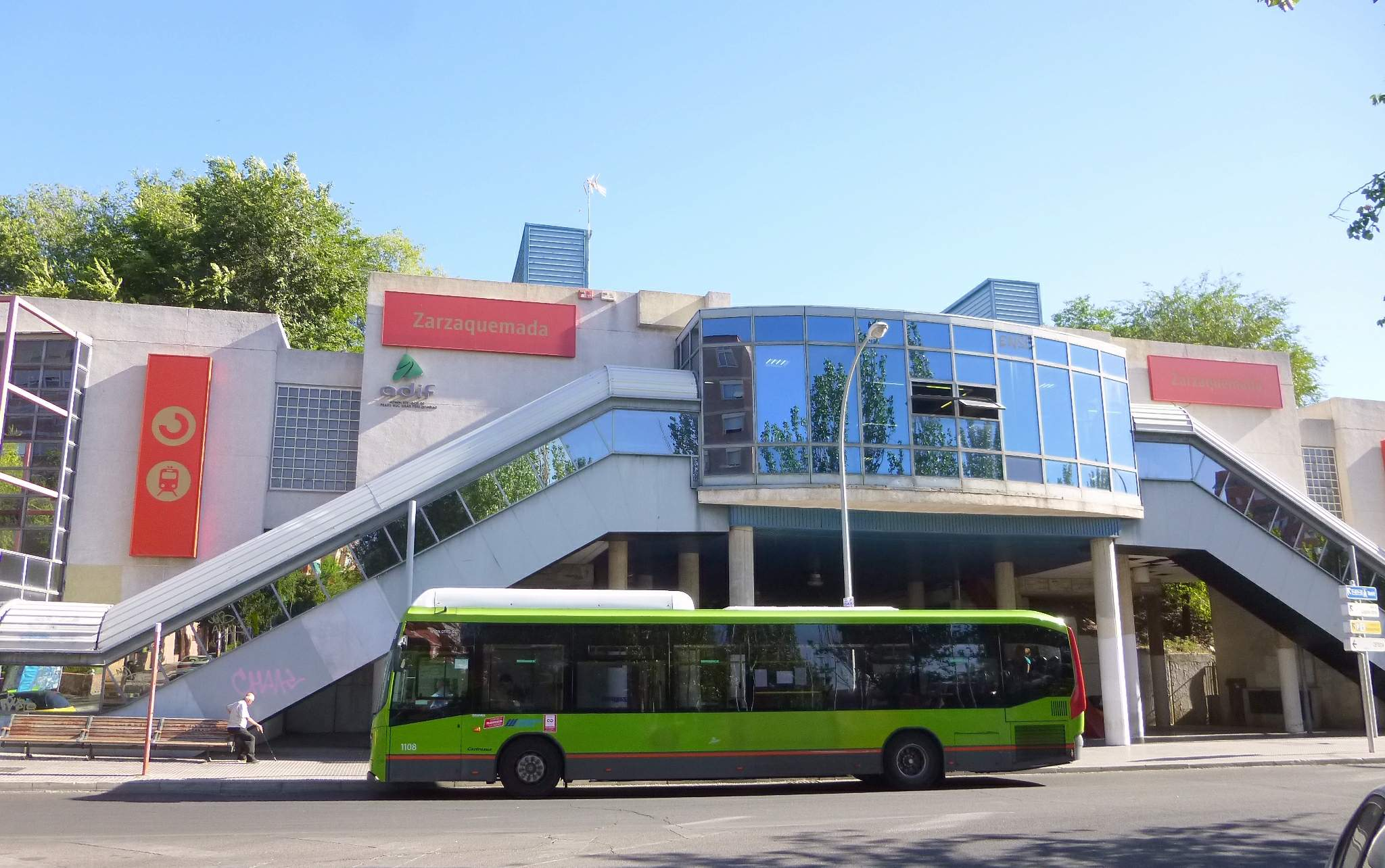
Estación de Cercanías de Zarzaquemada, en el barrio homónimo, inaugurada el 19 de mayo de 1982.

La estación ferroviaria de Leganés (Leganés Central) fue inaugurada el 20 de junio de 1876, siendo utilizada por la ya extinta Compañía de los Ferrocarriles de Madrid a Cáceres y Portugal, y se encuentra en pleno centro. Hoy en día conecta a la ciudad con Cercanías Renfe (línea C-5), tren de Media Distancia (Renfe) y Metro de Madrid (línea 12). En la salida hay una parada de autobuses.
Las vías de tren cruzan parte de la ciudad. Aunque se han hecho trabajos para reducir su impacto en el trazado urbano, con la construcción de paseos y enterramientos parciales, no han podido ser soterradas del todo. Por otro lado, durante muchos años hubo una vía de uso exclusivo militar en dirección a los cuarteles de Campamento que partía por la mitad el barrio de San Nicasio, pero ha sido desmantelada. El tramo de vía por zona urbana fue retirada y sobre él se ha construido un amplio bulevar que conecta a este barrio con el Campo de Tiro.
Leganés es una de las paradas de la línea ferroviaria de Media Distancia R10 (Madrid-Plasencia-Cáceres-Mérida-Badajoz).
En lo que respecta a Cercanías Madrid, la red ferroviaria que conecta Madrid con su área metropolitana, dispone de tres estaciones en la línea C-5. Son Parque Polvoranca (comunica con el barrio de Arroyo Culebro y el Parque Polvoranca), Leganés (centro de la ciudad) y Zarzaquemada (comunica con Leganés Norte y Zarzaquemada-El Carrascal al sur). La línea C-5 tiene conexión directa con la estación de Atocha (Madrid).

##### Media Distancia
| Línea MD | Trenes         | Origen/destino                           | Destino/origen                                |
| -------- | -------------- | ---------------------------------------- | --------------------------------------------- |
|          | Intercity      | Madrid-Chamartín Madrid-Atocha Cercanías | Badajoz                                       |
|          | Intercity      | Madrid-Atocha Cercanías                  | Huelva Zafra                                  |
| 52       | MD RE Regional | Madrid-Atocha Cercanías                  | Mérida Cáceres Plasencia Talavera de la Reina |

##### Cercanías
| Línea | Recorrido                                | Estaciones                                |
| ----- | ---------------------------------------- | ----------------------------------------- |
|       | Móstoles-El Soto - Fuenlabrada / Humanes | Parque Polvoranca, Leganés y Zarzaquemada |

#### Metro
Leganés dispone de siete estaciones de Metro de Madrid: seis pertenecientes a la línea 12 (Metrosur) y una de la línea 11 para el barrio de La Fortuna.
El servicio de Metrosur fue inaugurado el 11 de abril de 2003. Las seis estaciones que pasan por Leganés son San Nicasio, Leganés Central (correspondencia con Cercanías Renfe), Hospital Severo Ochoa, Casa del Reloj, Julián Besteiro y El Carrascal.
La estación de San Nicasio se encuentra a cuatro minutos de Puerta del Sur en Alcorcón, única conexión de Metrosur con la línea 10 de Metro. En mitad del trayecto se dejó espacio para una estación (Poza del Agua) en el barrio del mismo nombre, que solo será inaugurada cuando el barrio esté completamente habitado. A día de hoy no se plantea su apertura.
El 5 de octubre de 2010 se inauguró la Estación de La Fortuna, que conecta el barrio con la línea 11. No enlaza con ninguna estación de la línea 12.
| Línea | Recorrido                   | Estaciones                                                                                         |
| ----- | --------------------------- | -------------------------------------------------------------------------------------------------- |
|       | La Fortuna - Plaza Elíptica | La Fortuna                                                                                         |
|       | Metrosur                    | San Nicasio, Leganés Central, Hospital Severo Ochoa, Casa del Reloj, Julián Besteiro, El Carrascal |

## Cultura

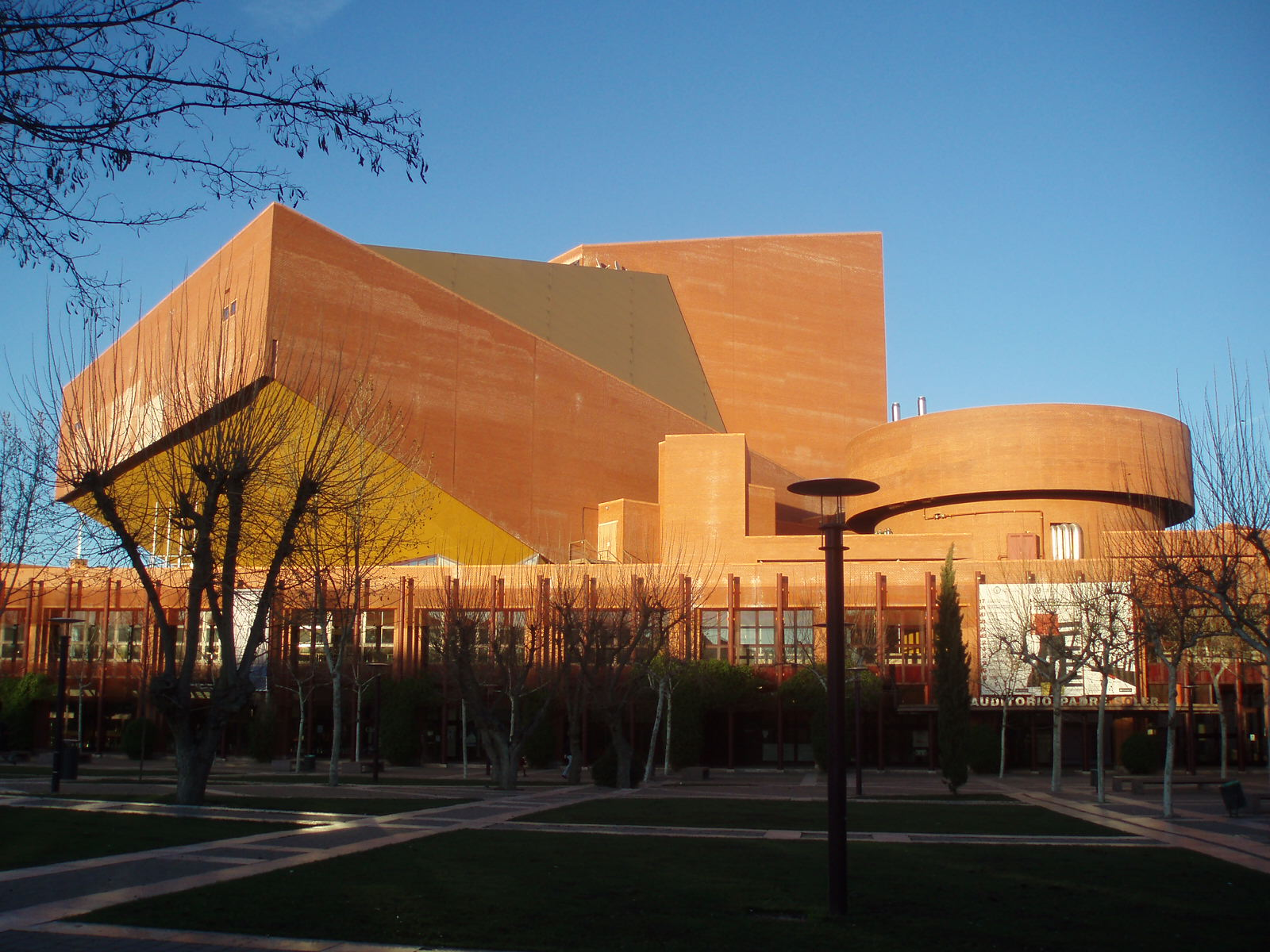
Auditorio Padre Soler, en el campus de la Universidad Carlos III

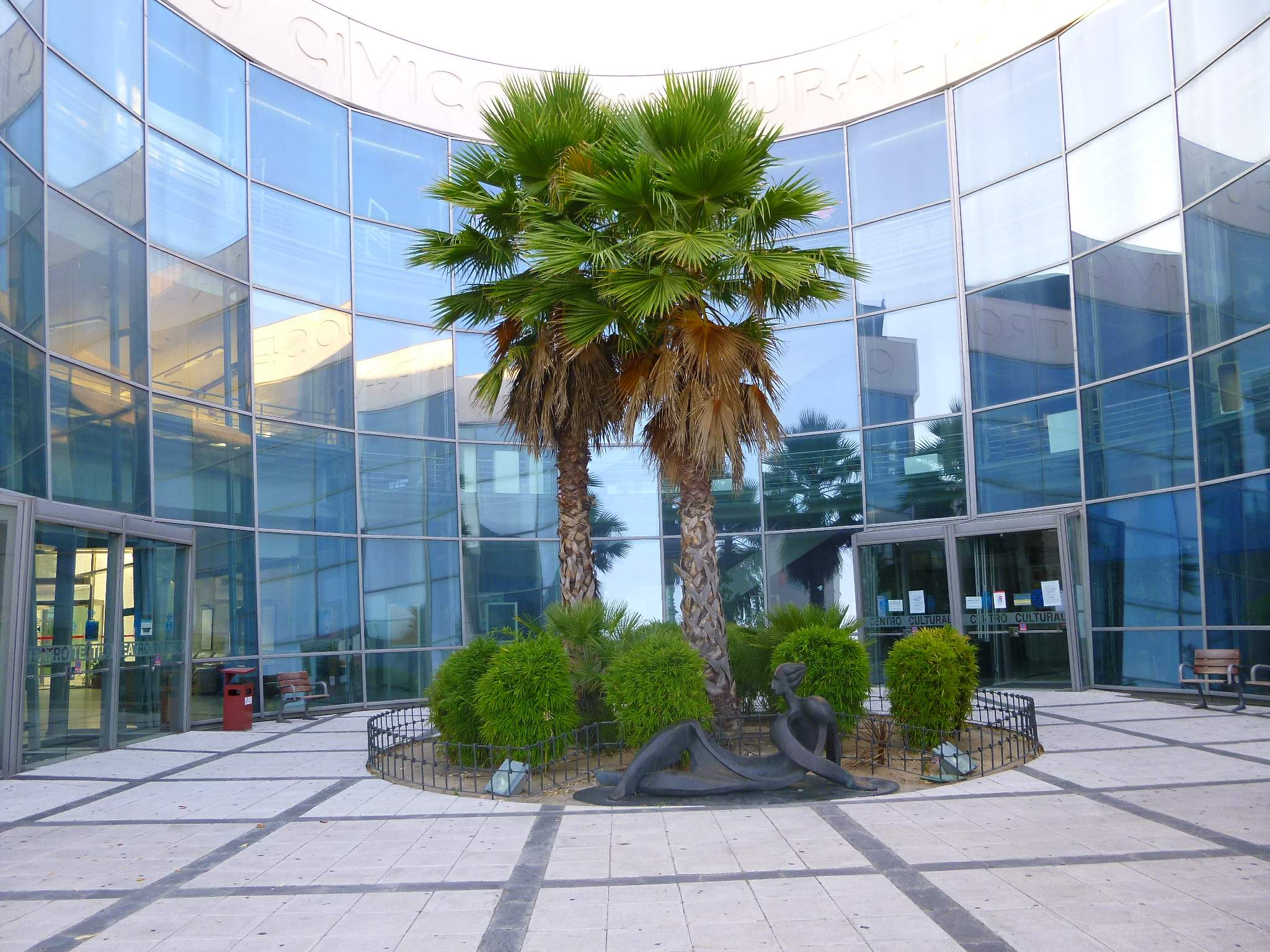
El centro cívico cultural José Saramago, inaugurado en 2005

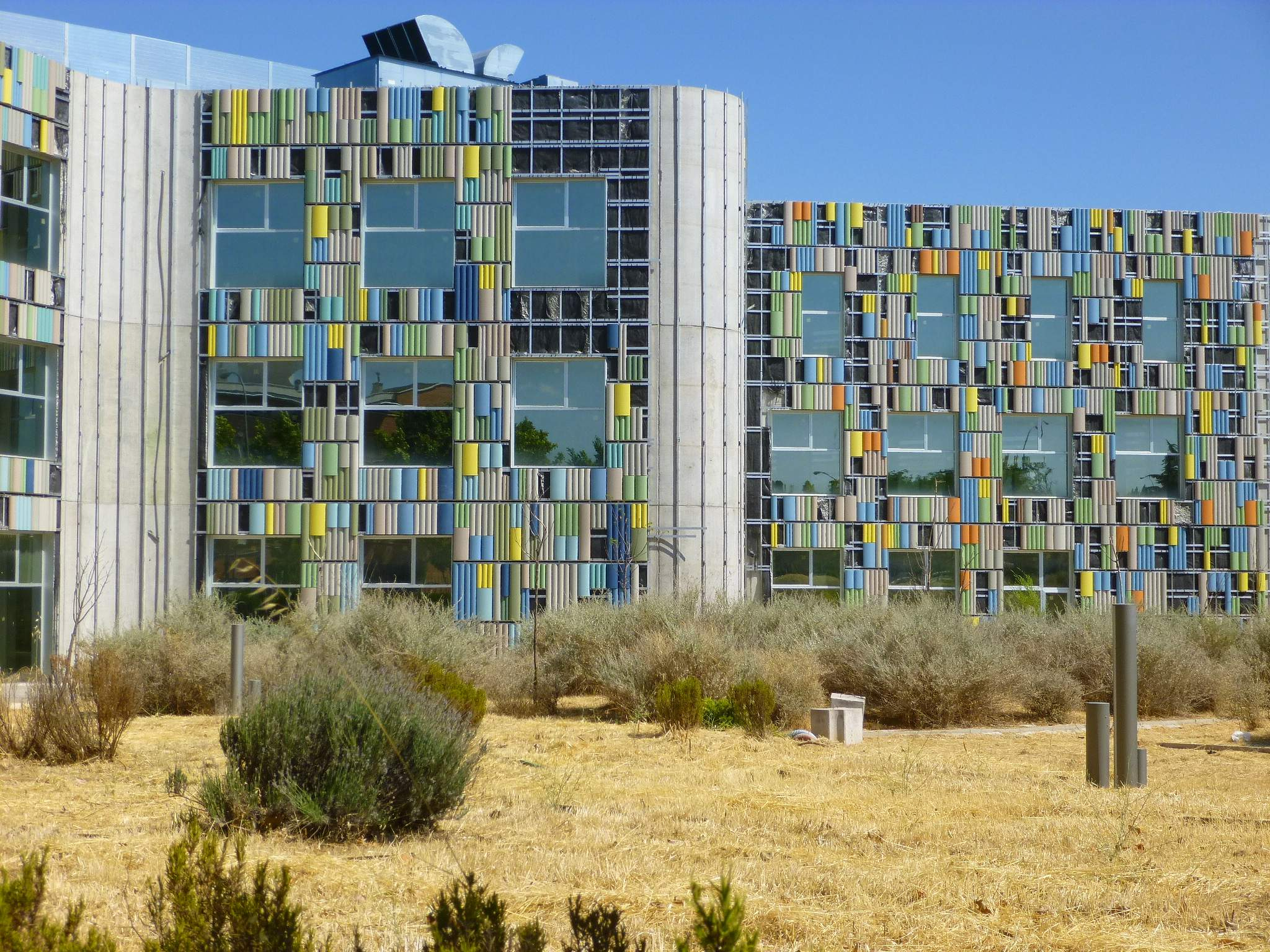
La Biblioteca Central y Archivo Municipal de Leganés, en el barrio de Leganés Norte

Leganés cuenta con varias instalaciones culturales donde desarrollar diversas actividades. Dispone de un teatro al aire libre conocido como Egaleo y seis centros culturales. El más reciente de ellos es el centro cívico José Saramago, situado cerca del Campo de Tiro. La instalación cuenta en su interior con el Teatro José Monleón, una sala de exposiciones y biblioteca. Por otra parte el Auditorio Padre Soler se encuentra en la ciudad, dentro de la Universidad Carlos III de Madrid. También se encuentra la biblioteca Central y archivo municipal de Leganés, situada en el barrio de Leganés Norte.
Uno de los edificios más conocidos en Leganés es su plaza de toros La Cubierta. El coso tiene un techo móvil por el que recibe ese nombre. A pesar de estar ideado en un principio para albergar corridas de toros, es más frecuente su uso para conciertos de grupos musicales, llegando a celebrarse el Festimad en dos ocasiones allí. Además, es una de las mayores zonas de copas de la ciudad. En el mismo terreno se asienta el recinto ferial de la ciudad.
El principal museo de Leganés se encuentra en el parque de Las Dehesillas, y es el Museo de Escultura al Aire Libre. Cuenta con esculturas de múltiples artistas tales como Jorge Oteiza, Martín Chirino, Agustín Ibarrola, Ricardo Ugarte y Victorio Macho entre otros. Además de las encontradas en el museo, la ciudad tiene otras obras repartidas por sus calles.

### Fiestas locales
La mayor celebración en toda la ciudad se produce el 16 de agosto con la festividad dedicada a Nuestra Señora de Butarque, patrona de la ciudad. Las fiestas duran una semana, y a las actividades programadas por el Ayuntamiento (tales como conciertos, feria, encierros u orquestas) se suman las realizadas por las diversas peñas. Las siguientes en importancia son las del 11 de octubre por Nicasio de Reims (San Nicasio). Son organizadas entre el ayuntamiento y la Asociación de Vecinos del barrio. Se realizan actividades similares a las de Butarque, aunque están enfocadas especialmente en el barrio.
Cabe destacar las festividades de otros barrios. La Fortuna celebra sus fiestas por San Fortunato en la última semana de junio, mientras que los barrios de Zarzaquemada, Leganés Norte, El Carrascal y Vereda de los Estudiantes organizan actividades durante la semana de San Juan.

### Deporte
Instalaciones deportivas

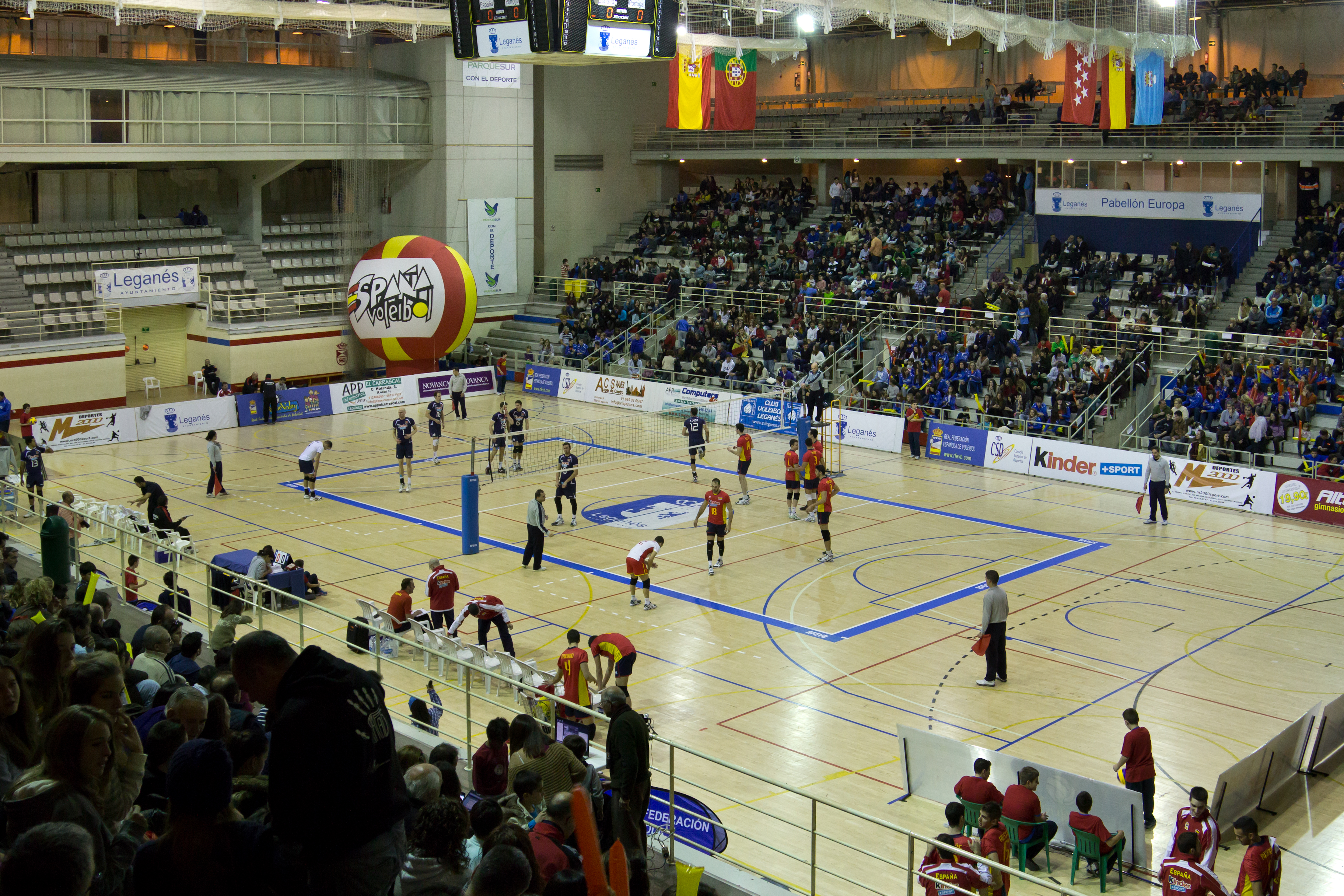
Partido de voleibol en el Pabellón Europa, entre España y Portugal

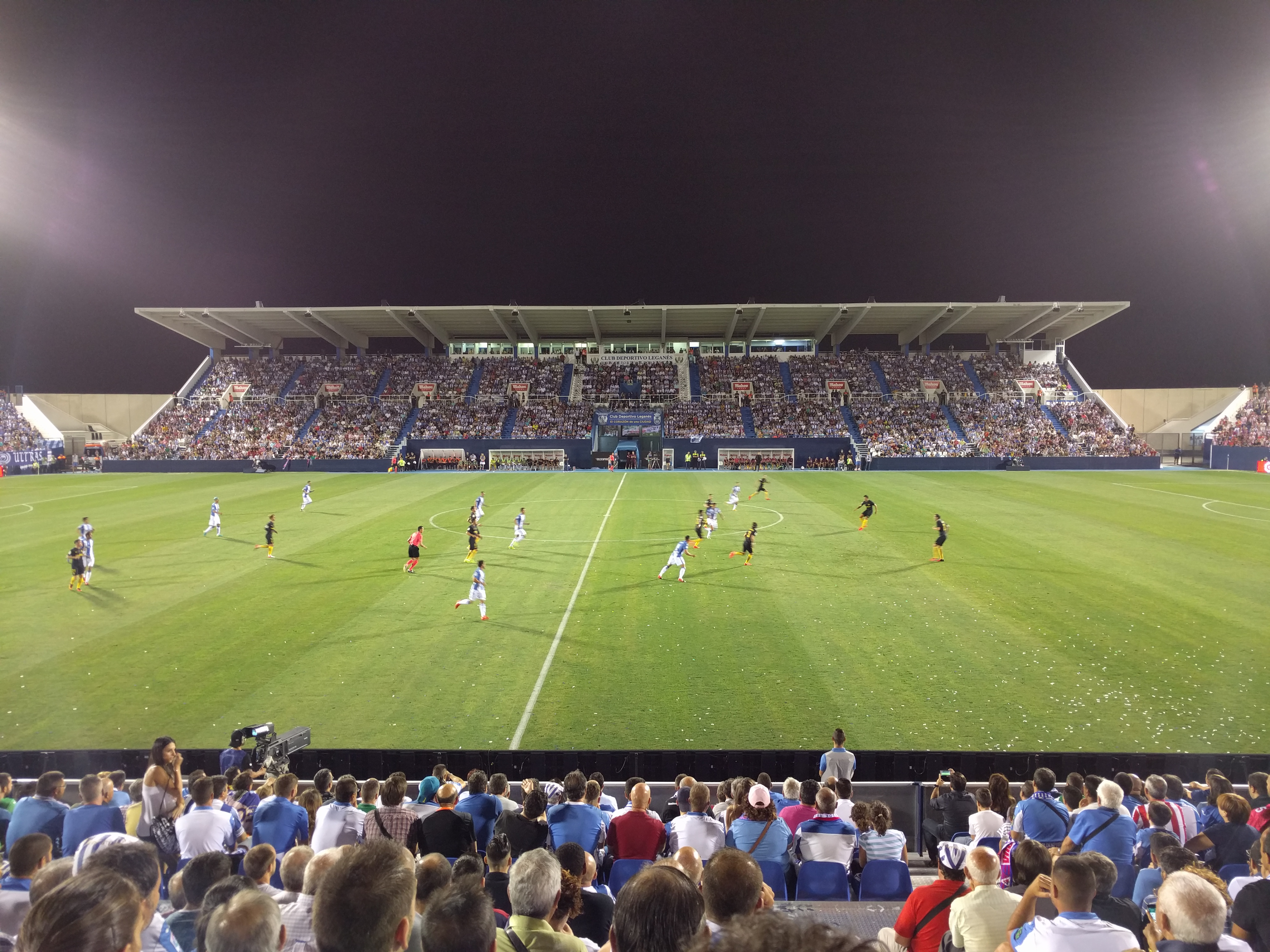
Partido del CD Leganés contra el Atlético de Madrid en el Estadio Municipal de Butarque (2016)

La mayoría de las instalaciones deportivas de Leganés son municipales. El organismo que se encarga de ellas es la Delegación de Deportes, dependiente del Ayuntamiento. Entre sus funciones, lleva la planificación para celebrar competiciones, la cesión de espacios deportivos, el mantenimiento y su alquiler para cualquier otro tipo de eventos. La ciudad cuenta con un campo de fútbol, un pabellón multiusos, cuatro centros deportivos (algunos de ellos con piscinas cubiertas), diez polideportivos y una piscina de verano en El Carrascal.
El Estadio Municipal de Butarque es el campo de fútbol más grande del municipio y es utilizado por el Club Deportivo Leganés, que a cambio se encarga de su mantenimiento. El aforo es de 11 454 espectadores, tiene césped natural y las dimensiones son de 105 por 70 metros. Fue inaugurado el 14 de febrero de 1998 en sustitución del estadio anterior, el Luis Rodríguez de Miguel, sobre cuyos terrenos se edificó la actual plaza Mayor. En el anexo dispone de un campo de hierba artificial que se utiliza para encuentros del filial y de otros clubes locales. El equipo ha reclamado al Ayuntamiento que construya una ciudad deportiva propia para poder entrenar en césped natural, aunque el proyecto se encuentra paralizado.
El Pabellón Europa es el principal centro multiusos, inaugurado el 20 de mayo de 1994. Dispone de una pista central de 1800 metros cuadrados, rodeada por gradas con un aforo total de 5000 espectadores. Dentro de la instalación hay salas polivalentes para artes marciales, gimnasios, pistas de squash y un rocódromo. Justo al lado se encuentran el polideportivo El Carrascal (único con pista de atletismo) y el Pabellón de Hielo de Leganés. Debido a su aforo, el Pabellón Europa tiene preferencia para los grandes eventos deportivos, mientras que los clubes que no compiten en categoría profesional juegan en recintos de menor tamaño como los polideportivos Manolo Cadenas, Olimpia y La Fortuna.
En cuanto a las instalaciones que no dependen del ayuntamiento, la Universidad Carlos III de Madrid cuenta con su propio centro deportivo dentro del campus.
Clubes deportivos
El Ayuntamiento colabora con los clubes de Leganés a través de dos sistemas: convenios de colaboración (renovables cada año) y subvenciones a entidades sin ánimo de lucro.
El deporte más practicado en Leganés es el fútbol, tanto en su variante tradicional como en fútbol femenino y fútbol sala. Con cerca de 5000 futbolistas inscritos y 230 equipos en competición local y federada, es una de las localidades con más clubes en la región. La entidad más importante es el Club Deportivo Leganés, que actualmente juega en Segunda División de España y llegó a militar en la máxima categoría durante cuatro temporadas.
La ciudad ha destacado en otras modalidades a lo largo de su historia, tanto individuales como colectivos, en los que se fomenta además el deporte de base. En balonmano el principal equipo es el Club Balonmano Leganés, actualmente en Primera Nacional. En voleibol, el Club Voleibol Leganés tiene dos clubes en Liga Iberdrola y en Superliga Masculina 2. Y en baloncesto, el Club Baloncesto Leganés cuenta con un equipo en la segunda división femenina. En cuanto a las artes marciales, destacan a nivel nacional el Club Deportivo Sánchez Élez-Sanabria de taekwondo y el Club Víctor Pradera de kárate y judo. Y como referente de los deportes acuáticos, en Natación destaca el Club Natación Leganés.
La Agrupación Deportiva de Integración de Leganés (ADIL) es la principal entidad deportiva para personas con discapacidad.
Deportistas famosos

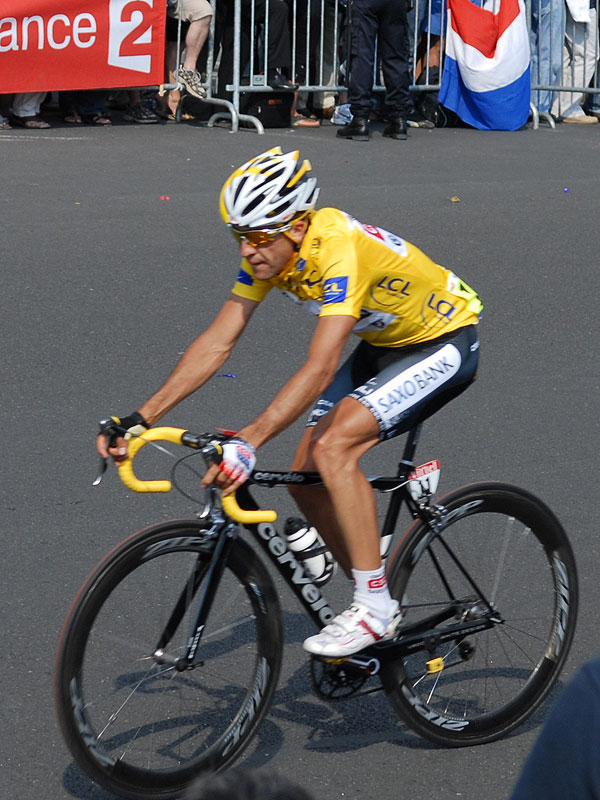
Carlos Sastre con el maillot amarillo del Tour de Francia 2008

Varios atletas españoles de éxito están vinculados a Leganés. El primer representante olímpico fue el ciclista Daniel Yuste, quien participó en los Juegos Olímpicos de México 1968. Veinte años después, los leganenses José María Sánchez Élez y José Sanabria obtuvieron medallas de plata en taekwondo en los JJ. OO. de Seúl 1988, cuando este deporte solo era de exhibición. El saltador Javier Illana García viajó a Pekín 2008 y fue medalla de bronce en salto de trampolín en el Campeonato Europeo de Natación de 2010. También son naturales de la ciudad las taekwondistas Eva Calvo (representante de España en los Juegos Olímpicos de Río de Janeiro 2016) y su hermana Marta Calvo.
El ciclista Carlos Sastre, vencedor del Tour de Francia 2008, nació y vivió en la ciudad madrileña hasta los 18 años, cuando se trasladó a El Barraco (Ávila). Otro destacado deportista a nivel internacional ha sido José Manuel Egea, tres veces campeón mundial de kárate y con más de 14 títulos europeos y 20 mundiales durante la década de 1980. En balonmano, Juan Pedro Muñoz «Papitu», Juan del Arco y Manolo Cadenas dieron los primeros pasos de su carrera en clubes locales. Y en boxeo, Alfonso Redondo fue campeón de Europa de peso wélter en 1987.
En cuanto a los futbolistas, puede destacarse a José María Movilla, Juan Sabas, José Luis Pérez Caminero (Atlético de Madrid), Vivar Dorado (Leganés y Getafe), Víctor Fernández, Carlos Vigaray y Dani Carvajal (Real Madrid).
Aunque no es natural de Leganés, el patinador sobre hielo Javier Fernández, campeón del mundo en 2015, es miembro del Club Ice Leganés de patinaje artístico desde hace varias temporadas.

### Ciudades hermanadas
Leganés participa de forma activa en el hermanamiento de ciudades, iniciativa para desarrollar proyectos de colaboración mutua e intercambio cultural. El 19 de octubre de 1980 firmó su primer acuerdo con Egaleo, en la periferia de Ática (Grecia). En la actualidad, mantiene los siguientes hermanamientos, por orden de año de colaboración:
- Egaleo, Grecia (1980)
- Somoto, Nicaragua (1986)
- Arroyo Naranjo, Cuba (1993)
- Conchalí, Chile (1996)
- La Güera, campos de refugiados de la provincia de Tinduf (2001)
- Belén, Palestina (2006)
- Macará, Ecuador (2007)

Además, ha establecido convenios con Huzhou (China), Targuís (Marruecos) y Tinduf (Argelia).